# Asnières-sur-Oise
Pour les articles homonymes, voir Asnières.
Asnières-sur-Oise est une commune du département du Val-d'Oise en région Île-de-France. Ses habitants sont appelés les Asnièrois.

## Géographie

### Description

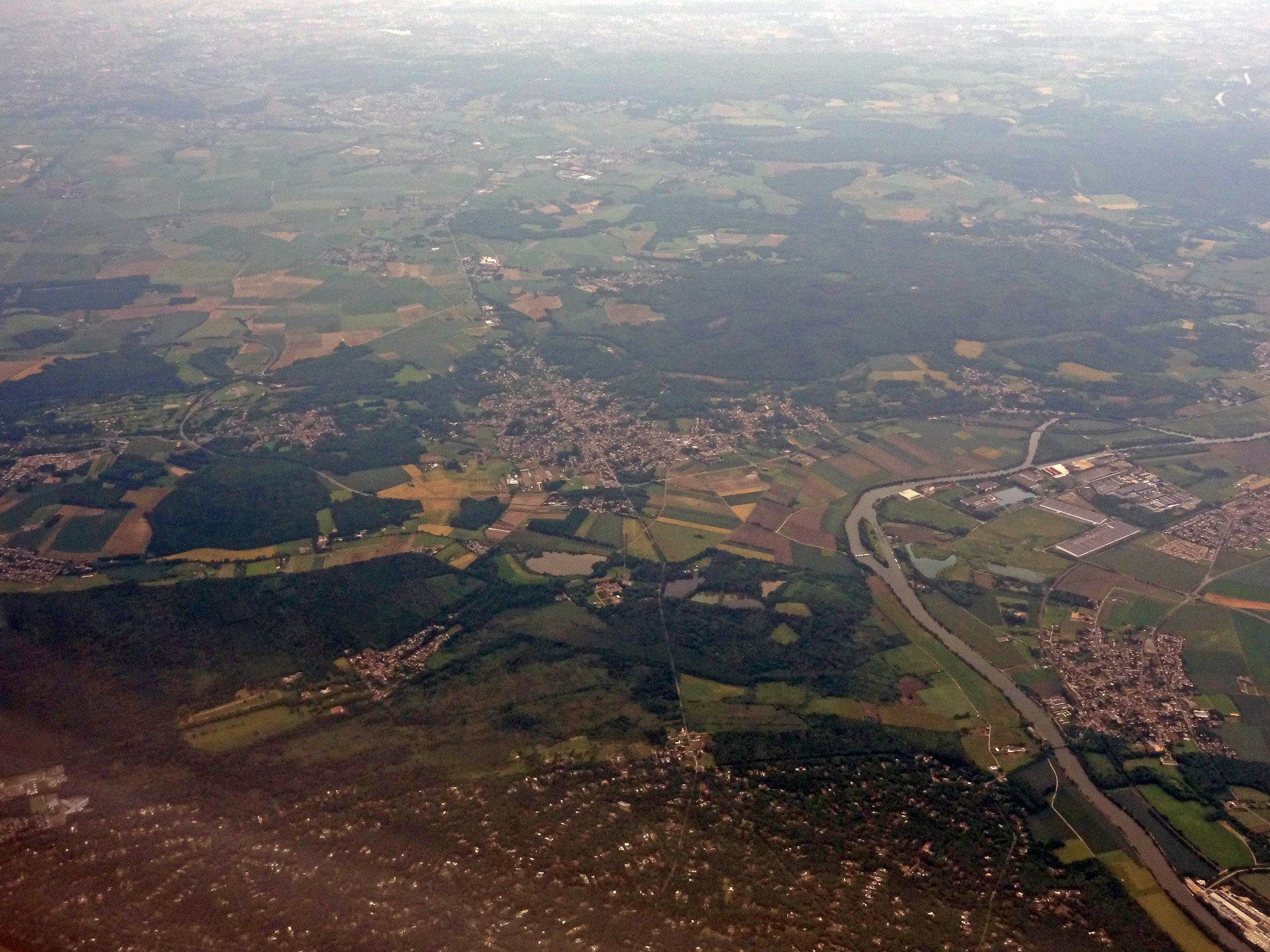
Vue aérienne (2014) de Boran-sur-Oise (sur la rive droite de l'Oise), Lamorlaye (au premier plan), Viarmes (au centre), Asnières-sur-Oise et Seugy.
À droite, la forêt de Carnelle, suivie des forêts de L'Isle-Adam et de Montmorency (au fond).

Asnières-sur-Oise se situe dans le nord-est du Val-d'Oise, à la limite avec le département de l'Oise, près de la rive gauche de l'Oise et sur le versant nord de la butte-témoin de la forêt de Carnelle, à une distance orthodromique de 31 km au nord de Paris.
La commune est membre du parc naturel régional Oise-Pays de France.
La distance routière de la capitale est de 39 km par la RD 922 et la RD 316 en contournant Viarmes, respectivement de 34 km par la RD 909 et la RD 301 en traversant le centre-ville de Viarmes. L'aéroport Roissy-Charles-de-Gaulle est distant de 27 km par la RD 922, la RD 316 et la Francilienne. L'agglomération de Persan / Beaumont-sur-Oise, à l'ouest, est très proche.
La ville se trouve dans l'aire d'attraction de Paris, dans l'Unité urbaine de Viarmes, dans la zone d'emploi de Roissy et dans le bassin de vie de Viarmes.

### Communes limitrophes
Asnières-sur-Oise compte huit communes limitrophes, dont trois appartiennent au département de l'Oise : Boran-sur-Oise, Lamorlaye et Coye-la-Forêt.
La limite commune avec Coye est assez courte et correspond à la RD 316 au sud de Lamorlaye. Boran-sur-Oise et Bruyères-sur-Oise se situent sur la rive droite de l'Oise, et aucune liaison routière directe n’existe vers ces communes.
Le bourg de Viarmes est établi en continuité urbaine avec Asnières, et la limite entre les deux agglomérations est à peine perceptible. Elles se partagent le parc du château de Touteville, qui est un jardin public.
Par ailleurs, Asnières arrive à une centaine de mètres de la limite de la commune de Chaumontel, près du moulin de Bertinval, écart de Luzarches.
| Bruyères-sur-Oise | Boran-sur-Oise (Oise)  | Lamorlaye (Oise) Coye-la-Forêt (Oise) |
| Noisy-sur-Oise    | Asnières-sur-Oise      | Luzarches                             |
|                   | Saint-Martin-du-Tertre | Viarmes                               |

### Hydrographie

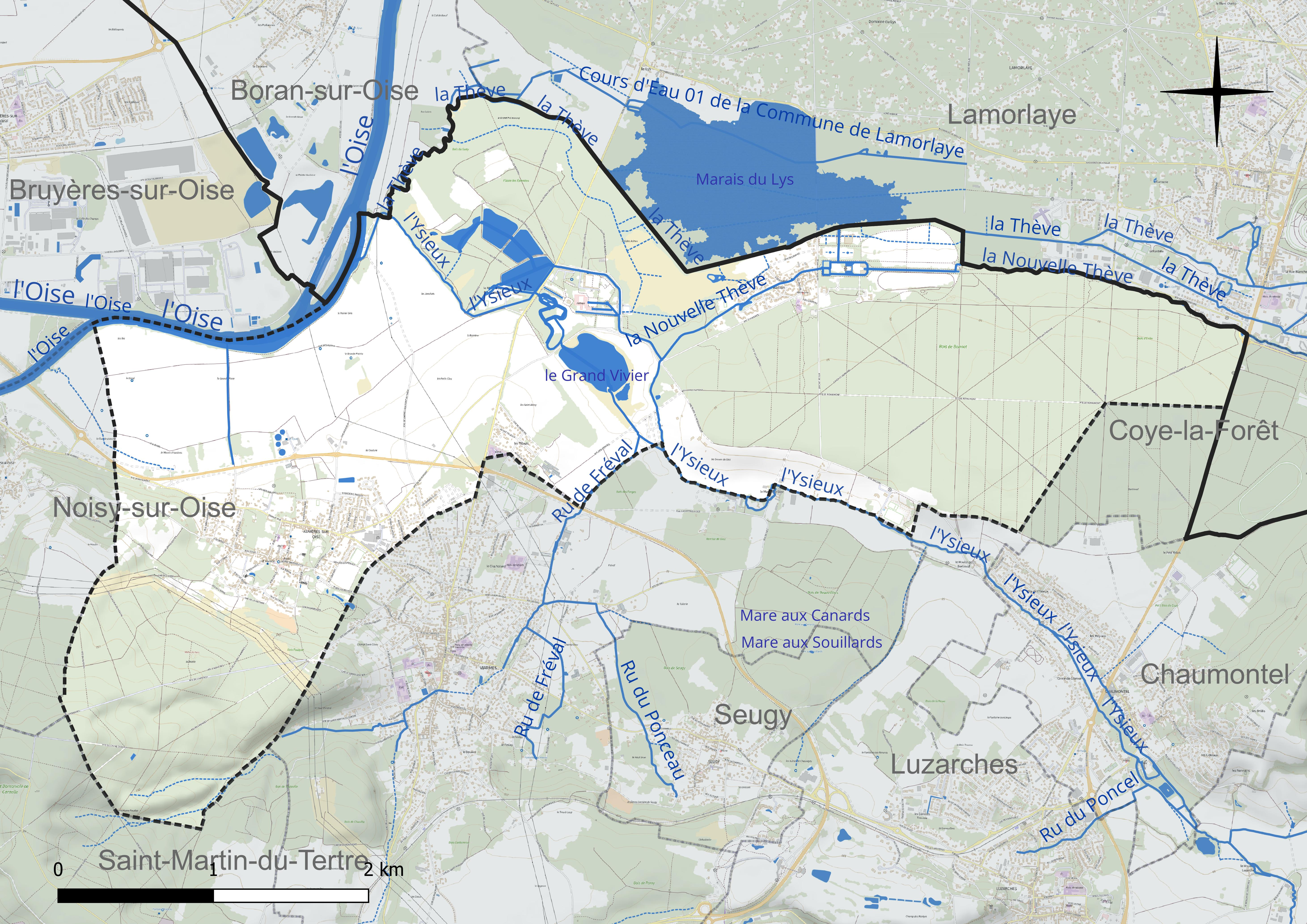
Carte hydrographique de la commune.

Comme son nom le suggère, le nord-ouest du territoire communal est limité par l'un des bras de l'Oise, un des principaux affluents de la Seine.
Au nord du bois de Bonnet, arrive la Nouvelle Thève, et au sud, l'Ysieux. Entre le hameau de Baillon et l'abbaye de Royaumont, ces deux petites rivières se rapprochent de 500 m peu avant de se jeter dans l'Oise. En passage, l'Ysieux alimente les canaux de Royaumont et des étangs.

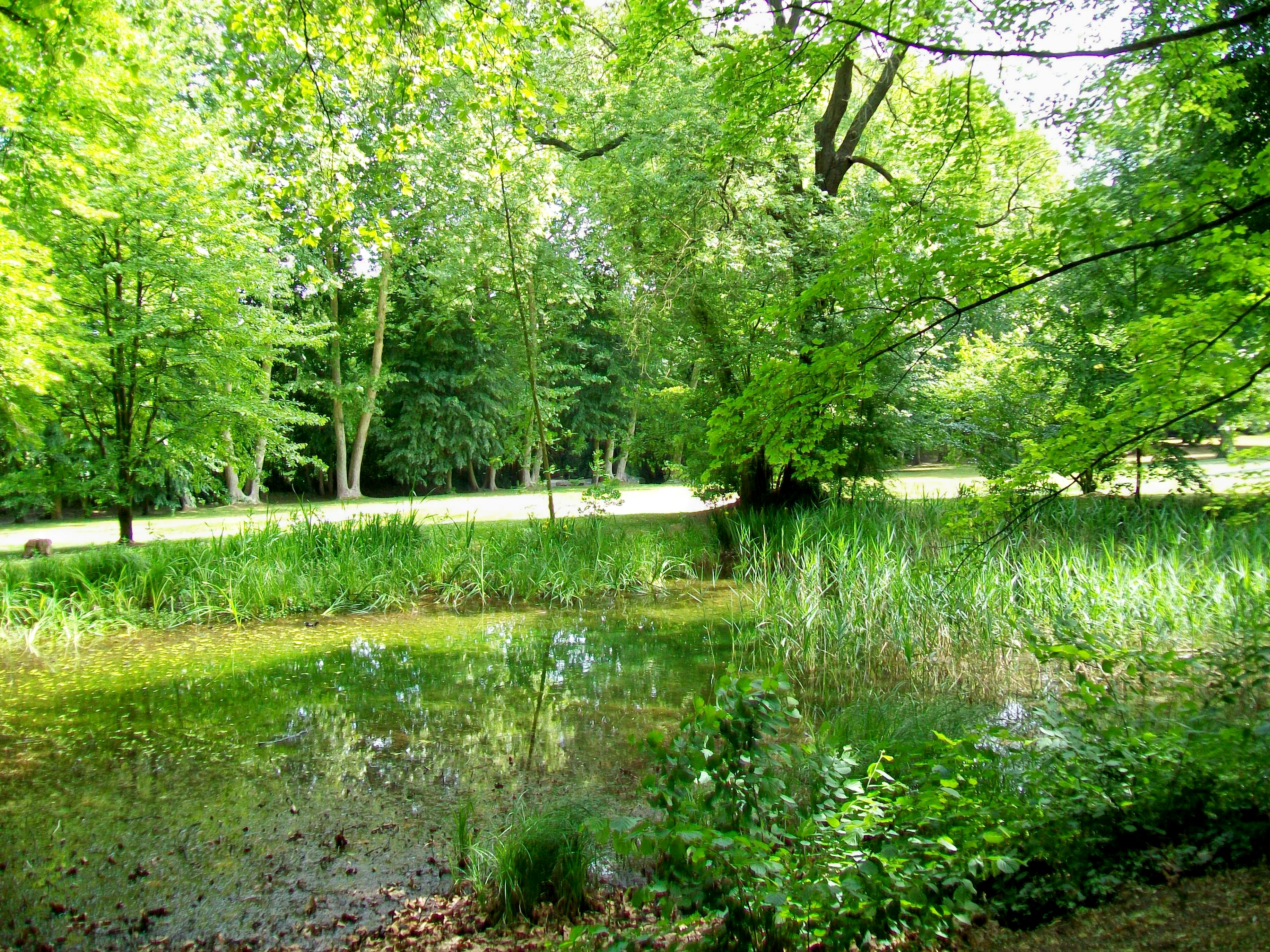
Étang au parc de Touteville.
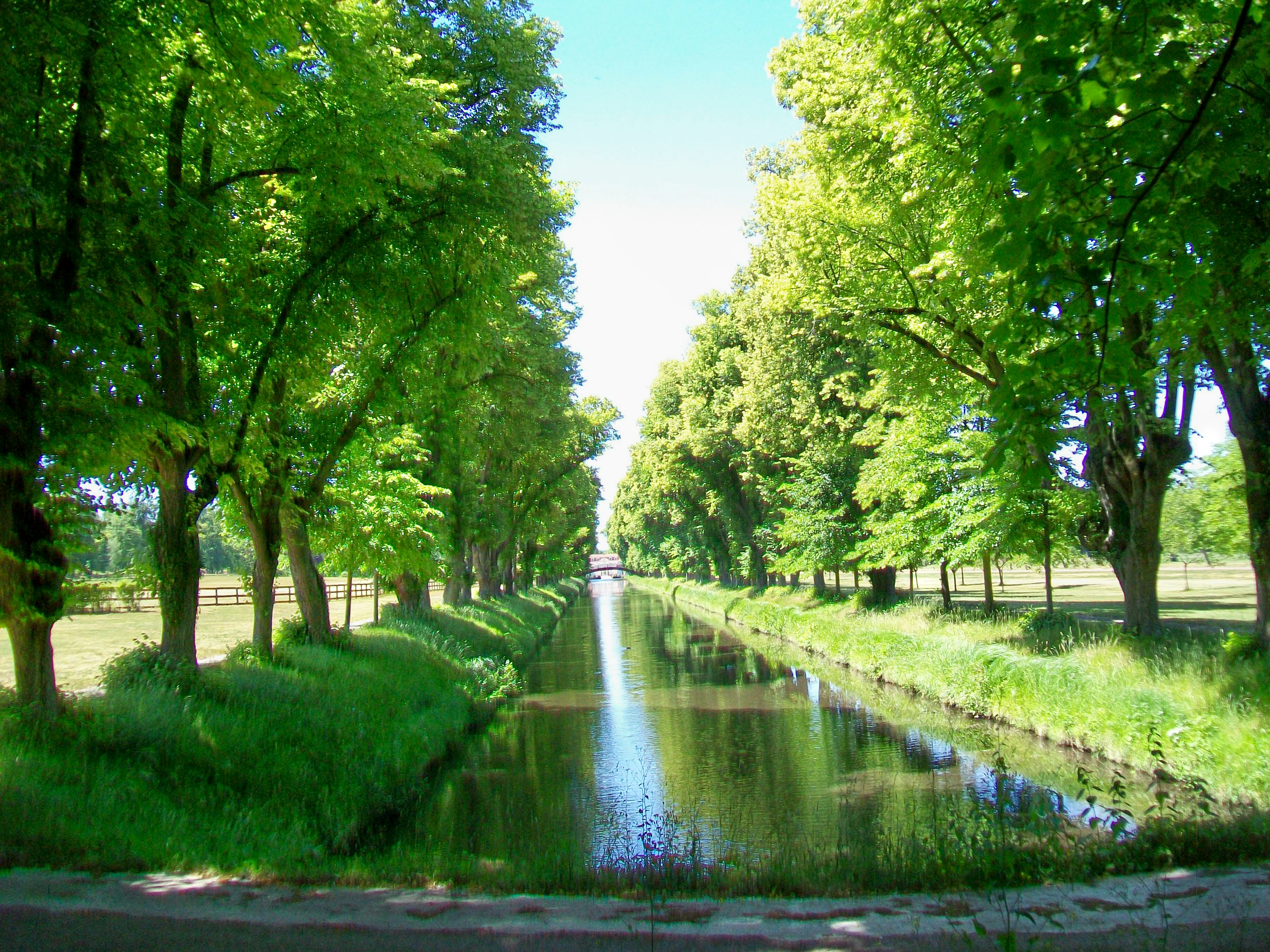
Le Grand canal du château de Baillon.
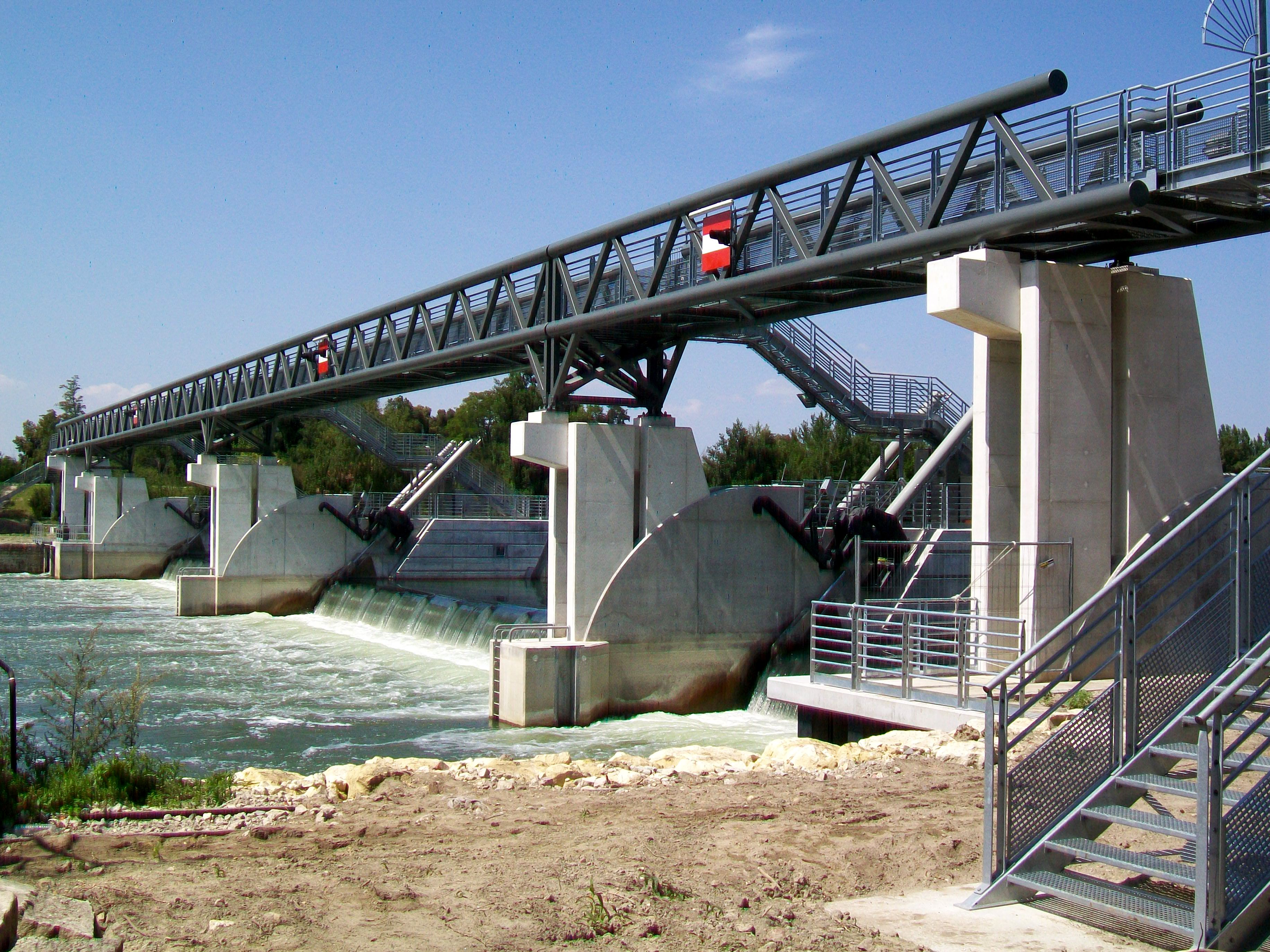
Nouveau barrage de l'Oise.

### Géologie et relief

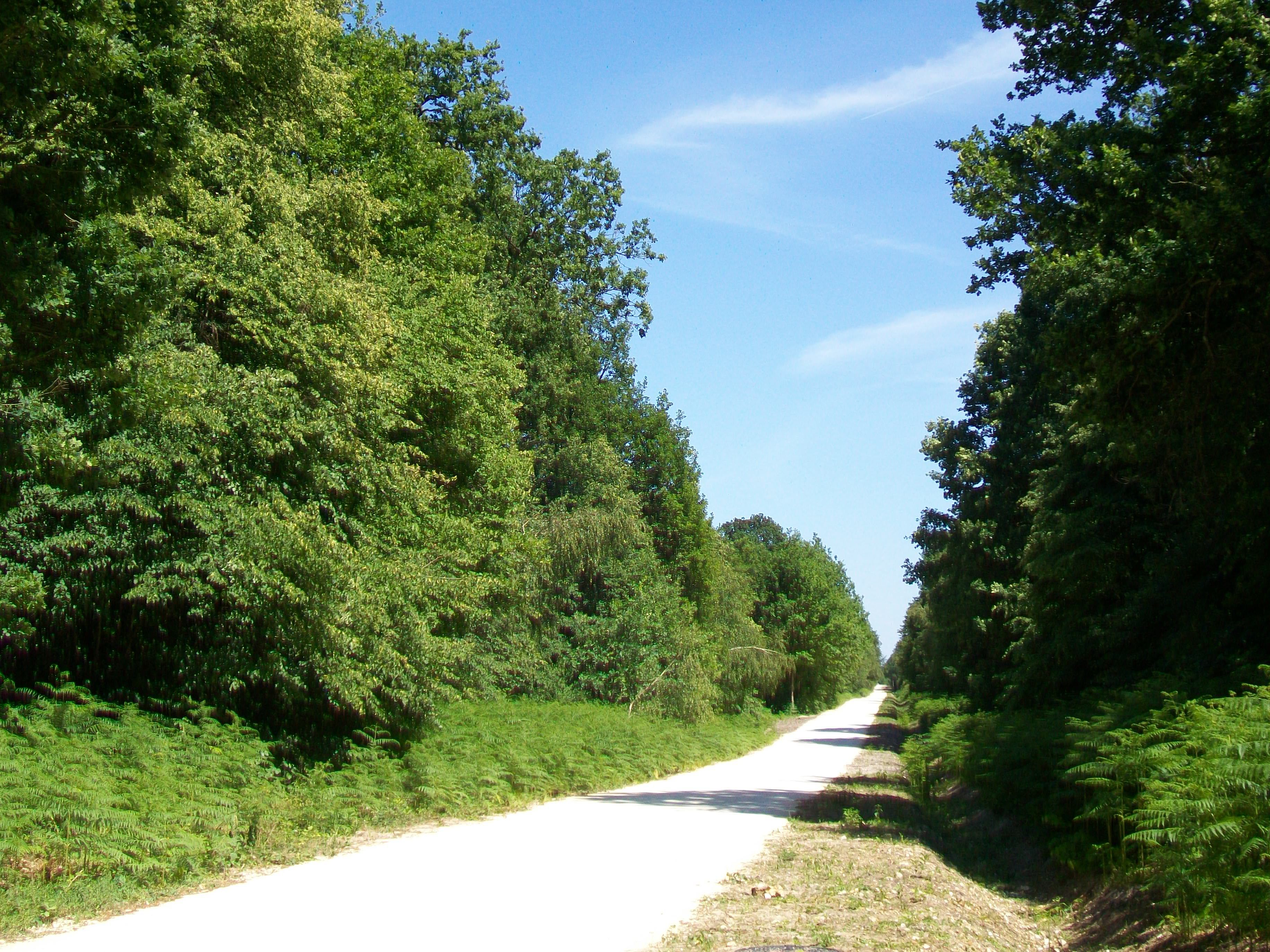
Bois de Bonnet, route de Royaumont.

Le sud du territoire communal inclut une fraction de la forêt domaniale de Carnelle, point culminant du nord du bassin parisien avec une altitude de 210 m au carrefour de Carnelle.
Le point culminant d'Asnières atteint 210 m à la limite avec Saint-Martin-du-Tertre, si bien qu'avec un dénivelé de 186 m entre le point le plus élevé et le point le plus bas, Asnières compte parmi les quatre communes avec le relief le plus développé de la région (avec Beaumont-sur-Oise, Saint-Martin et Nointel). Le village lui-même est bâti à une altitude comprise entre 63 m et 34 m, à la lisière nord de la forêt.
La moitié nord du territoire se compose de champs cultivés, de bois et de marais. Près de l'Oise, plusieurs points de captage d'eau potable ont été forés. Au nord-est, le territoire communal fait une incursion dans l'Oise, et ce secteur est presque entièrement couvert du bois de Bonnet, massif annexe de la forêt de Chantilly représentant 25 % de la superficie d'Asnières.

### Hydrographie
Comme son nom le suggère, la ville est limitée au nord-ouest par le lit de l'Oise, l'un des principaux affluents de la Seine.
La Nouvelle Thève, qui y conflue, draine également la commune.
Plusieurs étangs y sont aménagés.

### Climat
Pour des articles plus généraux, voir Climat de l'Île-de-France et Climat du Val-d'Oise.
En 2010, le climat de la commune est de type climat océanique dégradé des plaines du Centre et du Nord, selon une étude du CNRS s'appuyant sur une série de données couvrant la période 1971-2000. En 2020, Météo-France publie une typologie des climats de la France métropolitaine dans laquelle la commune est dans une zone de transition entre le climat océanique et le climat océanique altéré et est dans la région climatique Sud-ouest du bassin Parisien, caractérisée par une faible pluviométrie, notamment au printemps (120 à 150 mm) et un hiver froid (3,5 °C).
Pour la période 1971-2000, la température annuelle moyenne est de 10,9 °C, avec une amplitude thermique annuelle de 15 °C. Le cumul annuel moyen de précipitations est de 687 mm, avec 9,6 jours de précipitations en janvier et 8 jours en juillet. Pour la période 1991-2020, la température moyenne annuelle observée sur la station météorologique la plus proche, située sur la commune de Saint-Witz à 16 km à vol d'oiseau, est de 11,9 °C et le cumul annuel moyen de précipitations est de 676,8 mm,. Pour l'avenir, les paramètres climatiques de la commune estimés pour 2050 selon différents scénarios d'émission de gaz à effet de serre sont consultables sur un site dédié publié par Météo-France en novembre 2022.

## Urbanisme

### Typologie
Au 1er janvier 2024, Asnières-sur-Oise est catégorisée ceinture urbaine, selon la nouvelle grille communale de densité à sept niveaux définie par l'Insee en 2022.
Elle appartient à l'unité urbaine de Viarmes, une agglomération intra-départementale regroupant cinq  communes, dont elle est ville-centre,,.
Par ailleurs la commune fait partie de l'aire d'attraction de Paris, dont elle est une commune de la couronne,. Cette aire regroupe 1 929 communes,.

### Occupation des sols

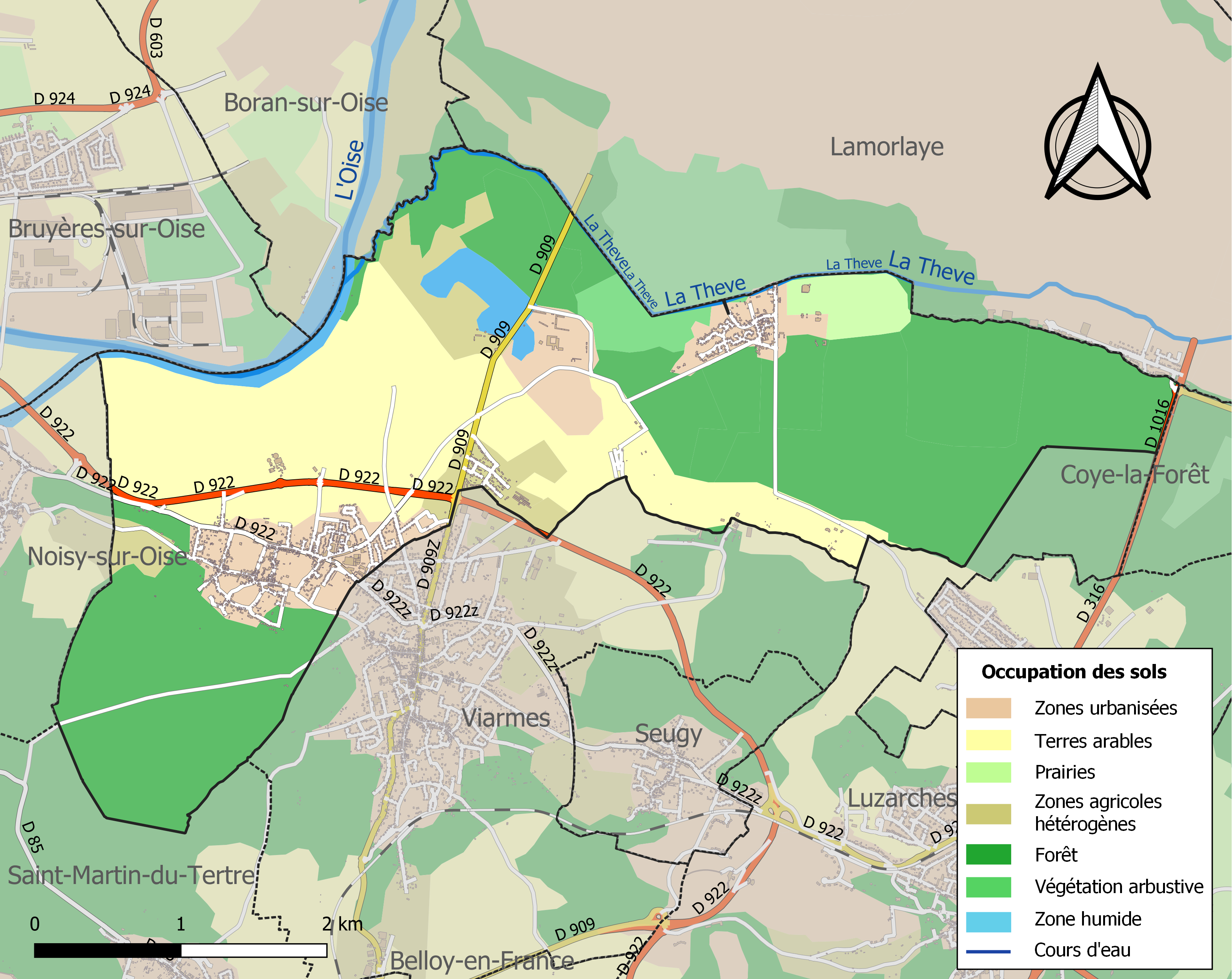
Carte de l'occupation des sols de la commune en 2018 (CLC).

### Hameaux et écarts
La commune d'Asnières comprend deux écarts, l'abbaye de Royaumont au nord et le hameau de Baillon au nord-est, au nord du bois de Bonnet et au sud du marais du Lys sur la commune voisine de Lamorlaye.

### Habitat et logement
En 2021, le nombre total de logements dans la commune était de 1 397, alors qu'il était de 1 209 en 2016 et de 1 068 en 2011.
Parmi ces logements, 88,8 % étaient des résidences principales, 4,3 % des résidences secondaires et 6,9 % des logements vacants. Ces logements étaient pour 74 % d'entre eux des maisons individuelles et pour 14,8 % des appartements.
Le tableau ci-dessous présente la typologie des logements à Asnières-sur-Oise en 2021 en comparaison avec celle du Val-d'Oise et de la France entière. Une caractéristique marquante du parc de logements est ainsi une proportion de résidences secondaires et logements occasionnels (4,3 %) supérieure à celle du département (1,5 %) mais inférieure à celle de la France entière (9,7 %).
| Typologie                                               | Asnières-sur-Oise | Val-d'Oise | France entière |
| ------------------------------------------------------- | ----------------- | ---------- | -------------- |
| Résidences principales (en %)                           | 88,8              | 92,4       | 82,2           |
| Résidences secondaires et logements occasionnels (en %) | 4,3               | 1,5        | 9,7            |
| Logements vacants (en %)                                | 6,9               | 6          | 8,1            |

### Voies de communication et transports
Asnières-sur-Oise est desservie par deux anciennes routes nationales : l'ex-RN 309 (actuelle RD 909) dans un sens nord-sud, et l'ex-RN 322 (actuelle RD 922) dans un sens est-ouest. La première vient de Chantilly et Gouvieux, dans l'Oise, et se dirige vers le lieu-dit la Croix Verte à côté de Montsoult, où elle se raccorde à la RD 301 ainsi qu'à la Francilienne. Quant à la RD 922, elle vient de l'ancienne RN 17, actuelle RD 317 (raccordement avec l'autoroute A1 à Saint-Witz), de Fosses et Luzarches et se dirige vers Noisy-sur-Oise et Beaumont-sur-Oise. La RD 922 contourne le centre par le nord, alors que son ancien tracé appelé RD 922z traverse le village et le relie à Viarmes.
Sur le plan des transports ferroviaires, Asnières est proche de trois gares, mais aucune ne se situe sur son territoire communal :
- La gare de Viarmes est la plus proche et n'est éloignée que de 3 km. Cette gare se situe sur la ligne H du Transilien, branche Paris-Nord — Luzarches. Elle est desservie à raison d'un train omnibus par heure en heures creuses et par un train semi-direct à la demi-heure (sans arrêt entre Sarcelles - Saint-Brice et Épinay - Villetaneuse vers Paris et sans arrêt entre Paris et Sarcelles vers Luzarches) en heure de pointe. Il faut 40 min environ de trajet à partir de la gare du Nord. La ligne 1314 du réseau de bus Haut Val-d'Oise assure la correspondance entre Asnières-sur-Oise, Noisy-sur-Oise, le hameau de Baillon, l'abbaye de Royaumont et la gare de Viarmes pendant les heures de pointe.
- La gare de Bruyères-sur-Oise, distante de 4 km et située sur la branche dite transversale de la ligne H. Elle est deservie par les trains omnibus réliant Creil et Pontoise via Persan - Beaumont et Valmondois, approximativement toutes les heures. Il n'existe aucune ligne de transport en commun reliant Asnières a cette gare; l’accès est possible via la RD 922 et le Pont de l'Île des Aubins, souvent soumis aux restrictions de circulation, voire fermetures.
- la gare de Persan - Beaumont est à moins de 7 km d'Asnières, et présente l'avantage d'être desservie par des TER Hauts-de-France rejoignant Paris en 30 min sans arrêt intermédiaire. De plus, deux branches de la ligne H partent de la gare vers Paris-Nord, une via Montsoult et Sarcelles (le schéma de desserte et le temps de parcours sont similaires à celle passant par Viarmes), l'autre via Valmondois et Ermont - Eaubonne (au cadencement similaire mais le temps de parcours plus long de 15 minutes). À Persan des correspondances sont aussi possibles vers Beauvais, Creil et Pontoise. La ligne de bus Ligne Express 100 Persan Roissypôle - Persan SNCF (avec deux arrêts près du stade et du cimetière) rejoint la gare de Persan en 15 minutes environ, toutes les heures, y compris le week-end et toutes les demi-heures aux heures de pointe. La ligne 100 permet également de se rendre à Viarmes, Seugy et Luzarches. Finalement, une troisième ligne de bus est destinée à la desserte locale entre Montsoult SNCF et Persan SNCF. C'est la ligne 1304 du réseau de bus Haut Val-d'Oise qui permet notamment d'atteindre les communes voisines de Noisy-sur-Oise, Viarmes, Saint-Martin-du-Tertre, Belloy-en-France et Villaines-sous-Bois.

Le sentier de grande randonnée GR1 traverse le territoire de la commune, il se prolonge vers Noisy-sur-Oise à l'ouest et Viarmes à l'est.

## Toponymie
Asinariae, Asneriae en 1166, Anières en 1256.
Le village tire son nom du latin Asinarium, haras d'ânes.

## Histoire
Possession de l'abbaye de Saint-Denis en 907 comme l'atteste un acte du roi Robert, le village est déjà à cette époque un bourg structuré avec une église et un château royal. En 1223, les habitants obtiennent du roi Louis VIII plusieurs franchises, dont le droit d'élire un maire et de posséder un sceau.
Son fils saint Louis décide l'établissement d'une abbaye cistercienne en 1228 dans les marais isolés, à proximité de l'Oise (l'abbaye de Royaumont).
En avril 1339, Philippe VI de Valois concède à l'abbaye l'essentiel des possessions royales d'Asnières.
Sous l'Ancien Régime, le village relève de l'évêché de Beauvais.

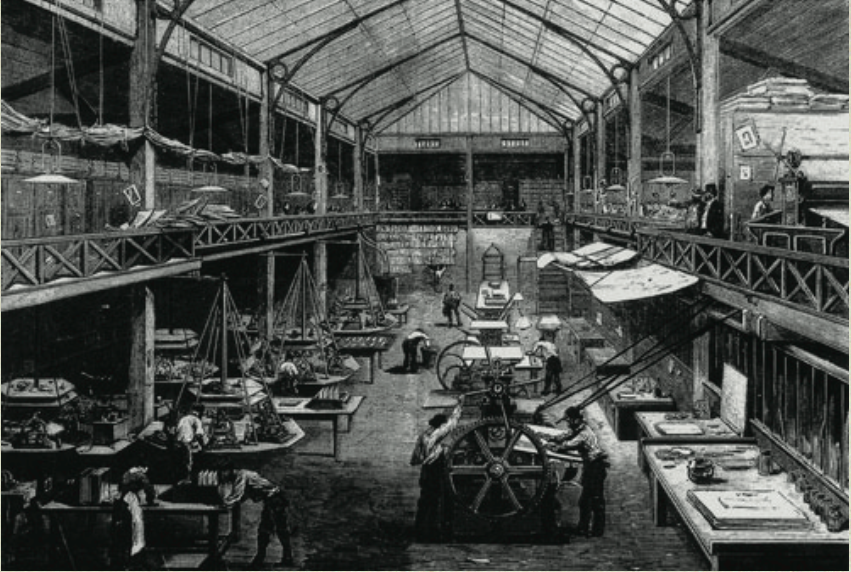
Les ateliers Goupil & Cie d'Asnières, 1873.

Au XIXe siècle, la commune vit essentiellement de la culture des asperges, de la pomme de terre ou encore des prairies. À cette époque débute une timide modernisation du village avec l'apparition de quelques petites industries. Asnières-sur-Oise est de nos jours une petite commune résidentielle et agricole.
Au début de la Première Guerre mondiale, après la bataille de Senlis, des éclaireurs uhlans allemands sont signalés à Asnières-sur-Oise. Un hôpital militaire de 600 lits est aménagé dans l'abbaye de Royaumont, qui fonctionnait avec un personnel médical (médecins, chirurgiens et infirmières) exclusivement féminin venu d'Écosse, et qui était appelé  l'hôpital des dames écossaises. De décembre 1914 à février 1919, elles sont au total 477 dames de Royaumont à se relayer pour soigner près de 10 861 blessés, dont 8 752 soldats, avec un très faible taux de mortalité de 1,2 %,.

## Politique et administration

### Rattachements administratifs et électoraux
Rattachements administratifs
Antérieurement à la loi du 10 juillet 1964, la commune faisait partie du département de Seine-et-Oise. La réorganisation de la région parisienne en 1964 fit que la commune appartient désormais au département du Val-d'Oise et à son arrondissement de Sarcelles après un transfert administratif effectif au 1er janvier 1968.
Elle faisait partie de 1793 à 1967 du canton de Luzarches de Seine-et-Oise. Lors de la mise en place du Val-d'Oise, la ville intègre le canton de Viarmes. Dans le cadre du redécoupage cantonal de 2014 en France, cette circonscription administrative territoriale a disparu, et le canton n'est plus qu'une circonscription électorale.
Rattachements électoraux
Pour les élections départementales, la commune est membre depuis 2014 du canton de L'Isle-Adam
Pour l'élection des députés, elle fait partie de la deuxième circonscription du Val-d'Oise.

### Intercommunalité
Asnières-sur-Oise est membre depuis 2005 de la communauté de communes Carnelle Pays de France, un établissement public de coopération intercommunale (EPCI) à fiscalité propre créé fin 2003 et auquel la commune a transféré un certain nombre de ses compétences, dans les conditions déterminées par le code général des collectivités territoriales.

### Liste des maires
| Période                                  | Période                      | Identité                                      | Étiquette       | Qualité |
| ---------------------------------------- | ---------------------------- | --------------------------------------------- | --------------- | --- |
| Les données manquantes sont à compléter. |                              |                                               |                 | |
| 1791                                     | 1792                         | Jean Boulange                                 |                 | |
| 1792                                     | 1801                         | Claude Simonet                                |                 | |
| 1801                                     | 1803                         | Alexandre Delapraslières                      |                 | |
| 1803                                     | 1805                         | Charles Prévost                               |                 | |
| 1805                                     | 1806                         | André-Étienne-Antoine de Chabenat de Bonneuil |                 | |
| 1806                                     | 1811                         | Jean-François Rameau                          |                 | |
| 1811                                     | 1812                         | Pierre-Nicolas-Joseph de Bourguet de Travanet |                 | Industriel, propriétaire de l'Abbaye de Royaumont Sous-préfet de Castres Député du Tarn au Corps législatif (1802 → 1810) |
| 1812                                     | 1814                         | Jacques-Antoine Meret                         |                 | |
| 1814                                     | 1817                         | Isidore Simonet                               |                 | |
| 1817                                     | 1821                         | Jacques Grasaleuil                            |                 | |
| 1821                                     | 1826                         | Scipion Bourguet (1794-1847)                  |                 | Marquis de Travanet Ancien capitaine au Régiment des chasseurs de l'Allier Ancien négociant à Saint-Florent-sur-Cher Président du Comice agricole de Bourges Ancien garde du corps du Roi (1814) Conseiller général de Chârost (1840 → 1847) |
| 1826                                     | 1829                         | Louis-Augustin Meurice                        |                 | |
| 1829                                     | 1848                         | Jacques Grasaleuil                            |                 | |
| 1848                                     | 1856                         | Jean-Baptiste Gilliard                        |                 | |
| 1856                                     | 1865                         | Charles-Auguste Soye                          |                 | |
| 1865                                     | 1868                         | Louis-Roch-François Pitat                     |                 | Doyen des courtiers de commerce de Paris Propriétaire du palais abbatial de Royaumont |
| 1868                                     | 1886                         | Wilfrid Brölemann                             |                 | père de Henry Wilfred Brolemann |
| janvier 1886                             | mai 1908                     | Frédéric Masson                               |                 | Haut fonctionnaire, historien Propriétaire du manoir le Clos des Fées |
| 1908                                     | 1919                         | César-Jules Bertin                            |                 | |
| 1919                                     | 1925                         | Eugène Denain                                 |                 | |
| 1925                                     | 1929                         | César-Jules Bertin                            |                 | |
| 1929                                     | 1932                         | Dominique Labalette                           |                 | |
| 1932                                     | 1935                         | Gilbert Becart                                |                 | |
| 1935                                     | 1944                         | Victor Guay                                   |                 | |
| 1945                                     | 1946                         | François Veniel                               |                 | |
| 1946                                     | 1977                         | Raymond Bouvier                               |                 | |
| mars 1977                                | mars 1989                    | André Larrue                                  |                 | |
| mars 1989                                | juin 1995                    | Paul Lassus                                   | DVD             | Avocat international |
| juin 1995                                | janvier 2023                 | Claude Krieguer,                              | DVD puis UMP-LR | Ancien directeur général dans l’immobilier de loisirs Vice-président de la CC Carnelle Pays de France (2018 → ) Président du SIECCAO[Quand ?] Démissionnaire                                                                                 |
| février 2023                             | En cours (au 5 juillet 2024) | Éric Therry                                   |                 | Directeur général d’une société numérique |

### Jumelages
- Cutigliano (Italie) depuis le 12 mai 1990.

## Équipements et services publics

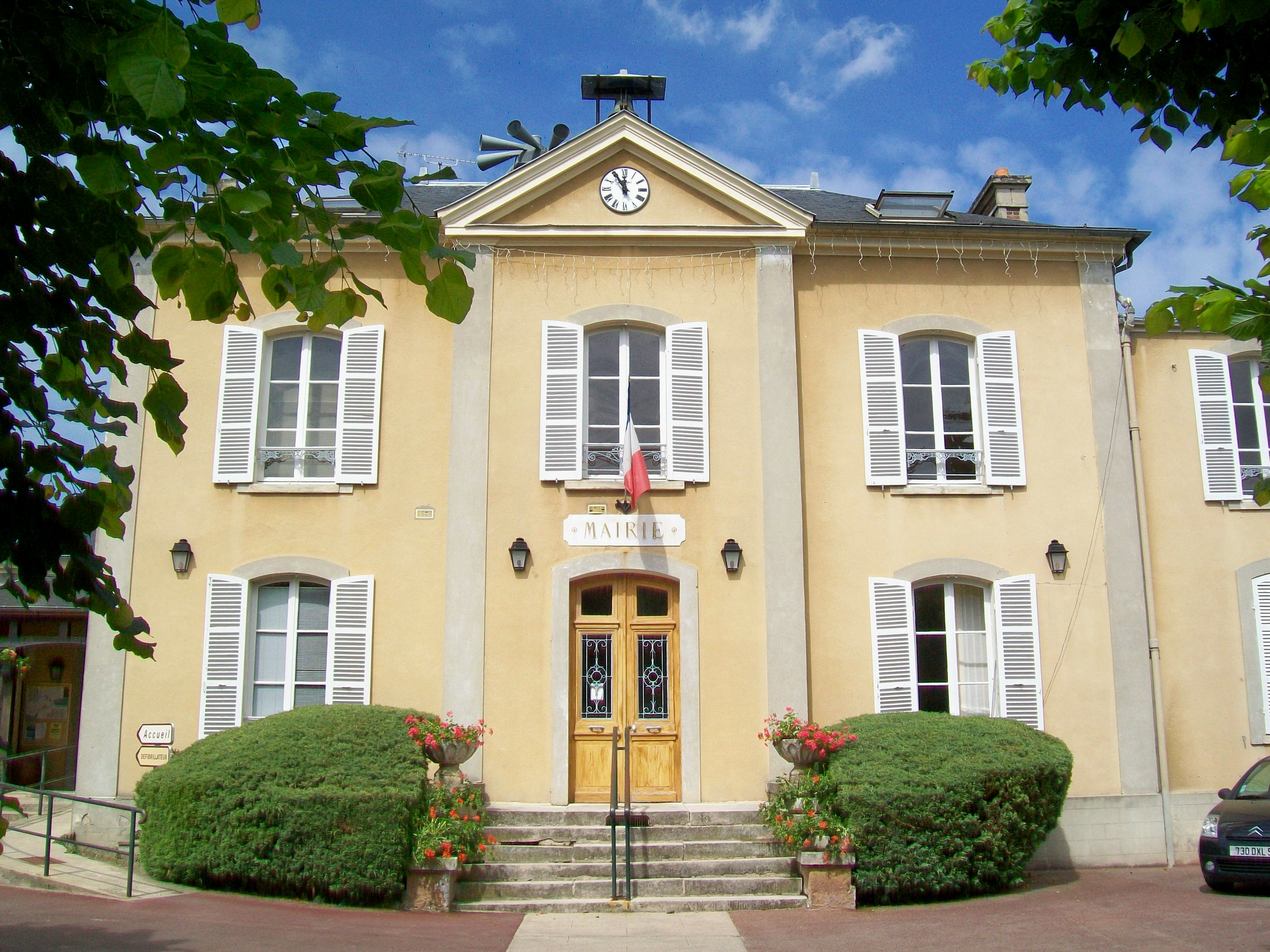
La mairie.
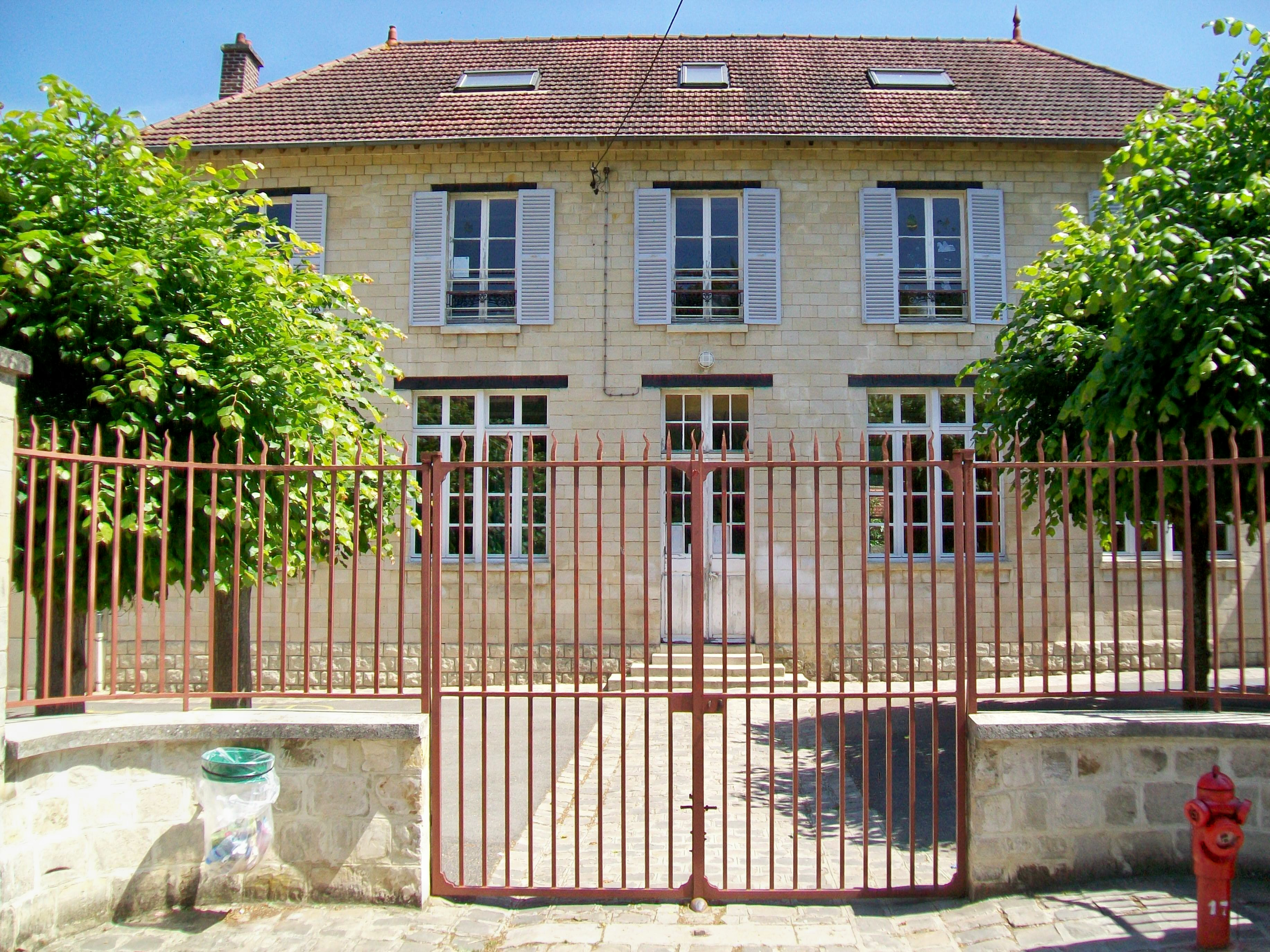
L'école.
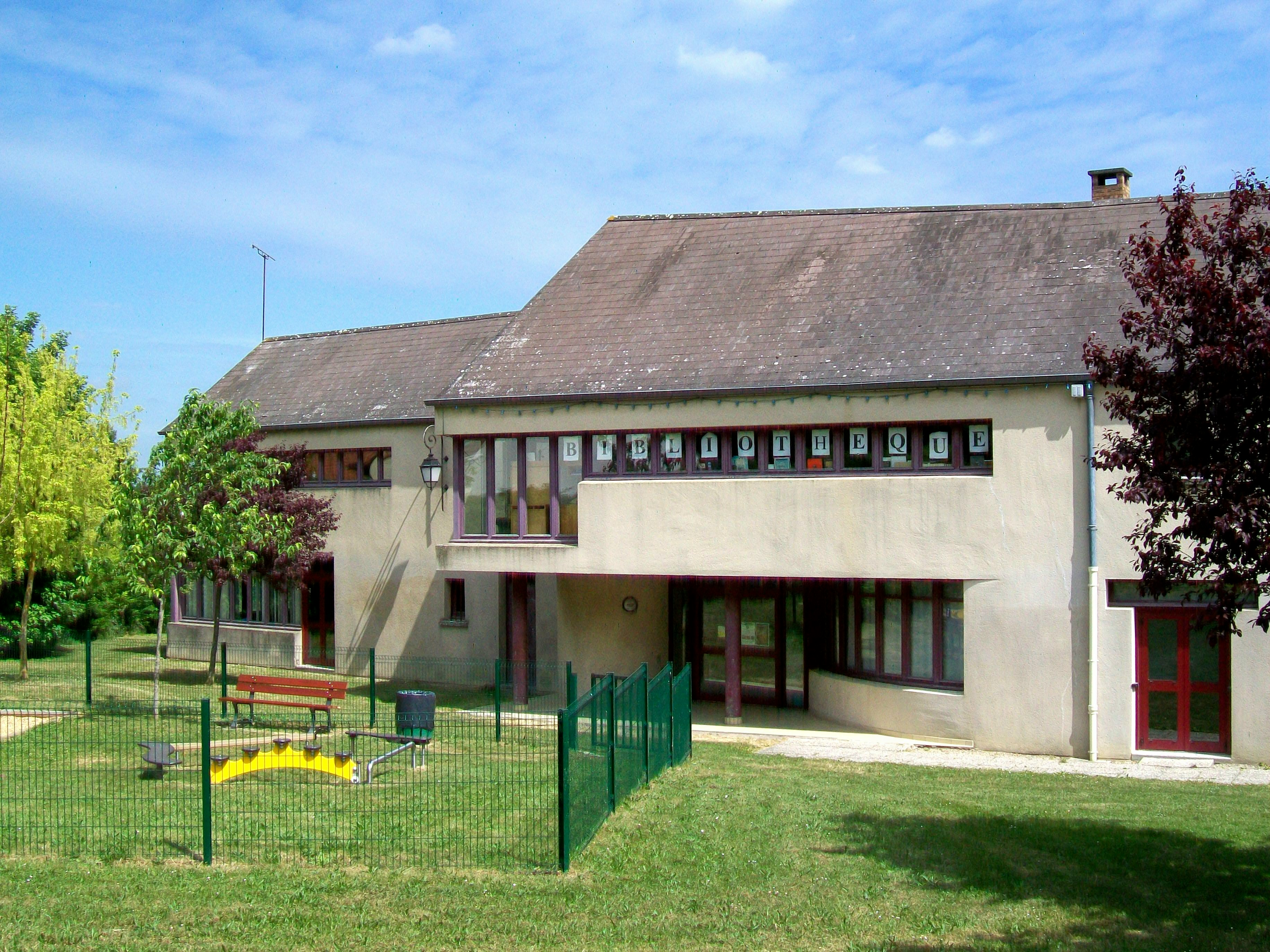
La « maison du village » et bibliothèque.

Le cimetière d'Asnières-sur-Oise recèle plusieurs tombes de personnalités.

### Justice, sécurité, secours et défense
La communauté de communes Carnelle-Pays-de-France a réalisé en 2019 les locaux de la brigade de gendarmerie nationale, qui remplace la gendarmerie de Viarmes.
Asnières-sur-Oise fait partie de la juridiction d’instance de Gonesse (depuis la suppression du tribunal d'instance d'Écouen en février 2008), et de grande instance ainsi que de commerce de Pontoise,.

## Population et société

### Démographie
L'évolution du nombre d'habitants est connue à travers les recensements de la population effectués dans la commune depuis 1793. Pour les communes de moins de 10 000 habitants, une enquête de recensement portant sur toute la population est réalisée tous les cinq ans, les populations de référence des années intermédiaires étant quant à elles estimées par interpolation ou extrapolation. Pour la commune, le premier recensement exhaustif entrant dans le cadre du nouveau dispositif a été réalisé en 2005.

En 2022, la commune comptait 3 128 habitants, en évolution de +17,55 % par rapport à 2016 (Val-d'Oise : +4 %, France hors Mayotte : +2,11 %).
| 1793 | 1800  | 1806  | 1821  | 1831  | 1836  | 1841  | 1846  | 1851 |
| ---- | ----- | ----- | ----- | ----- | ----- | ----- | ----- | ---- |
| 932  | 1 029 | 1 149 | 1 106 | 1 106 | 1 151 | 1 051 | 1 086 | 909  |

| 1856 | 1861 | 1866 | 1872  | 1876  | 1881  | 1886  | 1891  | 1896  |
| ---- | ---- | ---- | ----- | ----- | ----- | ----- | ----- | ----- |
| 978  | 875  | 952  | 1 019 | 1 100 | 1 055 | 1 089 | 1 170 | 1 261 |

| 1901  | 1906  | 1911  | 1921  | 1926  | 1931  | 1936  | 1946  | 1954  |
| ----- | ----- | ----- | ----- | ----- | ----- | ----- | ----- | ----- |
| 1 294 | 1 224 | 1 172 | 1 064 | 1 140 | 1 149 | 1 116 | 1 007 | 1 255 |

| 1962  | 1968  | 1975  | 1982  | 1990  | 1999  | 2005  | 2006  | 2010  |
| ----- | ----- | ----- | ----- | ----- | ----- | ----- | ----- | ----- |
| 1 399 | 1 462 | 1 450 | 2 186 | 2 321 | 2 479 | 2 494 | 2 495 | 2 527 |

| 2015  | 2020  | 2022  | - | - | - | - | - | - |
| ----- | ----- | ----- | - | - | - | - | - | - |
| 2 662 | 3 083 | 3 128 | - | - | - | - | - | - |

### Manifestations culturelles et festivités
- Festival de Royaumont, ensemble de concerts de musique classique dont la 75e édition a eu lieu en septembre/octobre 2019[28].

## Économie

### Tourisme
Asnières-sur-Oise est une des deux seules commune du département, avec L'Isle-Adam à posséder le statut de commune touristique et ce depuis l'arrêté préfectoral du 11 mai 2010. Ce classement est dû aux capacités d'hébergement touristique de la commune avec deux campings, des chambres d'hôtes et 45 chambres dans l'abbaye de Royaumont. Son syndicat d'initiative est devenu office de tourisme 1 étoile en décembre 2009.

## Culture locale et patrimoine

### Lieux et monuments
Asnières-sur-Oise compte trois monuments historiques sur son territoire.
- Ancienne abbaye de Royaumont, en dehors de la ville (cloître, élévation, escalier, logis abbatial, pavillon, laiterie, parc, étang classés monuments historiques respectivement en 1927 et 1948[31]) : 
Il s'agit de la plus grande abbaye cistercienne d'Île-de-France, fondée par Saint Louis en 1228.
Les salles les plus intéressantes de l'abbaye et le cloître sont ouverts à la visite à longueur d'année, mais l'abbaye abrite également la fondation Royaumont qui se consacre principalement à la formation de jeunes musiciens. 
Le palais abbatial de Royaumont construit à la fin de l'Ancien Régime s'apparente à un château. Entre 1899 et 1923, il appartint à la famille Goüin, qui était également propriétaire de l'abbaye, puis est vendu à la famille Fould-Springer. Leur dernier héritier Nathaniel de Rothschild vivant plus aux États-Unis qu'en France, il décide d'en faire un lieu de séminaire haut de gamme et vend aux enchères le mobilier en septembre 2011[32],[33]. Le palais est devenu en 2016 un palace d’affaires pour cadres de grandes sociétés en séminaire[34].
- Église Saint-Rémi d'Asnières, place du village (rue Pierre-Brossolette / rue du Crocq) (inscrite monument historique par arrêté du 22 novembre 1985[35]) : 
Elle se situerait à l'emplacement d'un oratoire primitif, bâti au VIe siècle à un emplacement désigné par saint Rémi lui-même. 
L'église d'Asnières-sur-Oise, sans doute déjà dédiée à saint Rémi, est donnée à l'abbaye de Saint-Denis en 775, et la paroisse est mentionnée dans un acte de 907. 
Un nouveau chœur roman est édifié sans doute au premier quart du XIIe siècle. Ses deux premières travées, voûtées en berceau, existent toujours et représentent la partie la plus ancienne de l'église actuelle. 
À la première période gothique, la nef est reconstruite avec des arcades en tiers-point retombant sur les chapiteaux de crochets de piliers cylindriques, sans voûtement, puis l'abside romane est remplacée par deux nouvelles travées avec un chevet à pans coupés, curieusement voûtées d'arêtes. Le clocher-porche doit dater de la même époque, et est considéré comme l'élément le plus intéressant de l'église. 
Par la suite, à la fin du XIIe siècle et au début du XIIIe siècle, deux chapelles latérales sont ajoutées au nord et au sud du chœur, qui sont les seules parties de l'église à avoir bénéficié d'un voûtement d'ogives. La première travée de la chapelle du nord, qui est la chapelle seigneuriale, a encore été modifiée à la période gothique flamboyant. 
En 1792, l'église reçoit le retable de l'abbaye de Royaumont, flanquée de deux colonnes de marbre. 
Dans son ensemble, l'église Saint-Rémi se remarque moins pour sa qualité architecturale, même si le chœur n'est pas sans originalité, que comme témoin précieux de l'architecture religieuse en pays de France au XIIe siècle, époque peu représentée parmi les églises aujourd'hui conservées. En plus, un mobilier riche et varié ajoute au charme de l'église, qui est bien entretenue et accueille encore une célébration eucharistique presque chaque dimanche[36],[37].
- Château de Touteville, rue Frileuse (château, voûtes, escalier, décorations peintes et glacière inscrits monument historique par arrêté du 27 septembre 1990 ; cave médiévale classée depuis le 31 mars 1992[38]) : 
Succédant à un premier château dont les origines remontent à une période inconnue, le château actuel date des XVIe et XVIIIe siècles, mais a été érigé sur des caves et fondations du XIIIe siècle. Les façades de ce château ne présentent pas un intérêt particulier, mais son intérieur renferme un escalier remarquable et des décorations peintes. En dessous du château, subsiste une immense salle souterraine du XIIIe siècle, en très bon état de conservation. Anciennement appelé château d'Estouville, son nom viendrait d'estoc[36].

Comme plusieurs autres manoirs de la commune, Touteville était devenu le centre d'un fief appartenant à l'abbaye de Royaumont vers le milieu du XVIe siècle. Les premiers titulaires du fief furent M. de la Porte et M. Binot. À la Révolution, le seigneur aurait été M. Chouard, président de la Cour des aides. La comtesse de Kerkado (de la famille de Saulx-Tavannes fit aménager les pièces d'eau du parc,. Les 80 % de la superficie du jardin à l'Anglaise du château forment aujourd'hui un parc public ; il se situe à cheval sur les communes d'Asnières et de Viarmes. Le château, quant à lui, reste une propriété privée dont les principales façades vers le nord et vers le sud sont seulement partiellement visibles depuis la rue.

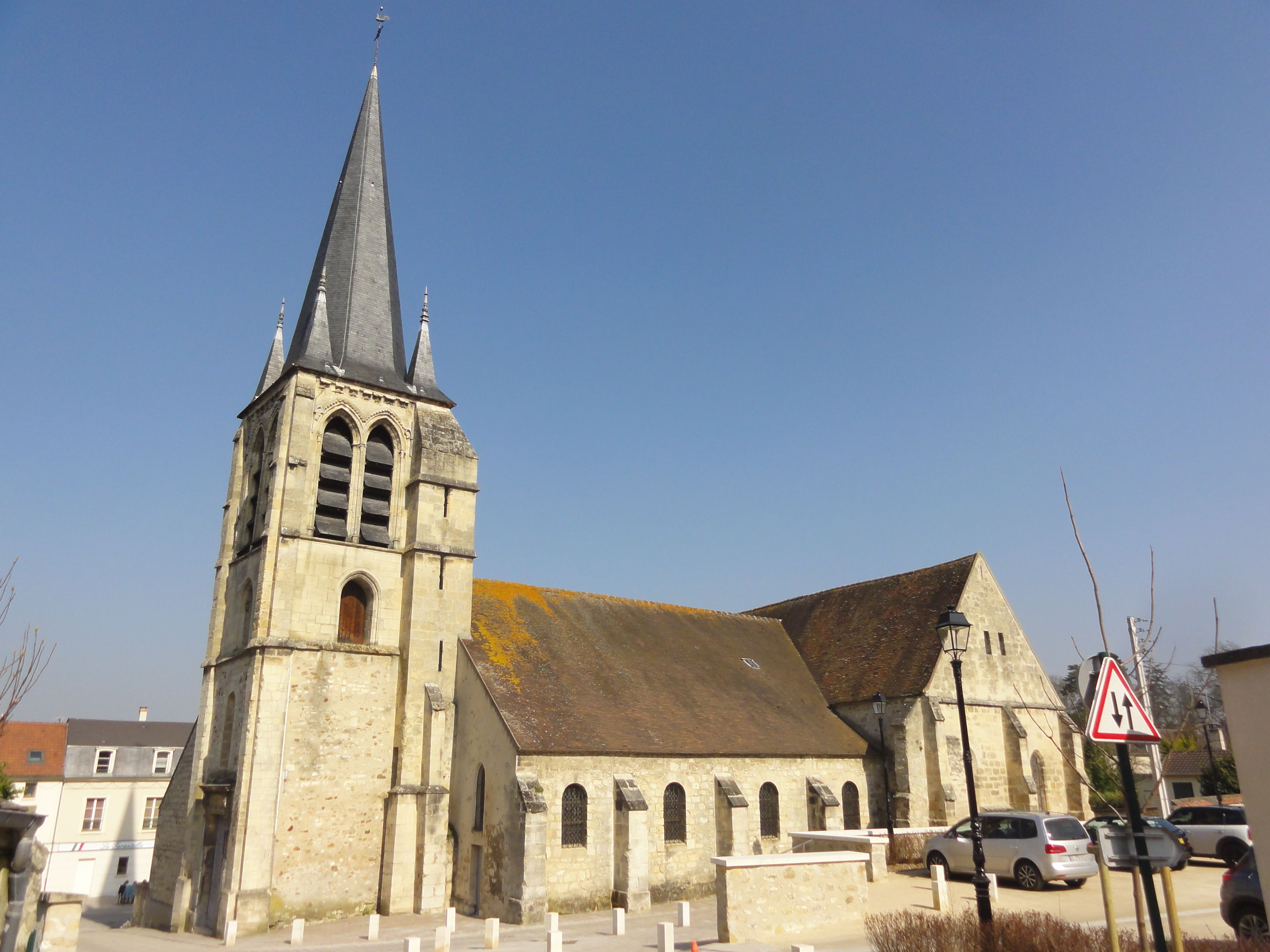
Église Saint-Rémi, construite aux XIIe et XIIIe siècles.
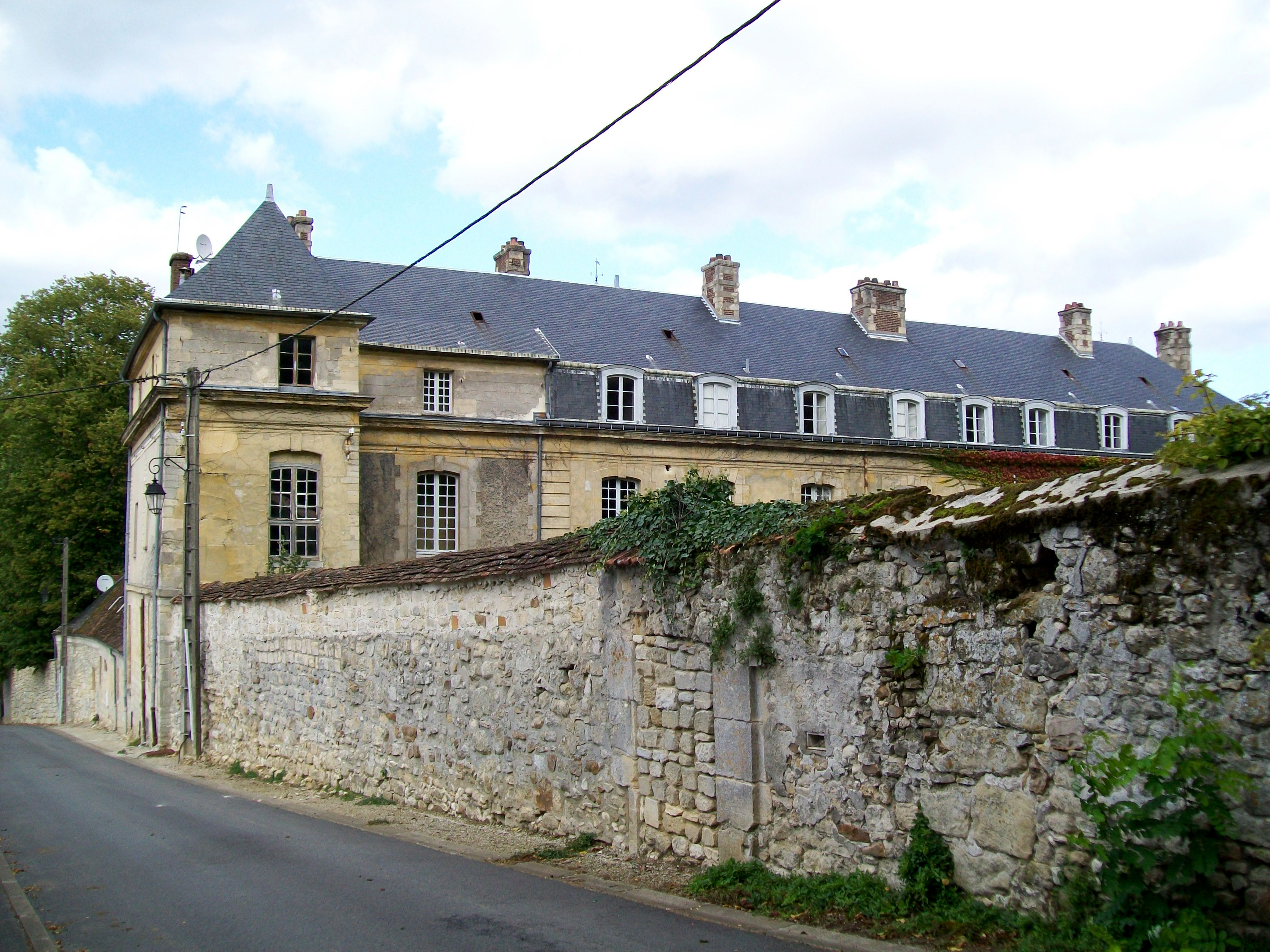
Le château de Touteville, rue Frileuse. La plus grande partie de son parc, dans la tradition des jardins anglais, appartient aujourd'hui à la commune et est ouvert au public toute l'année.
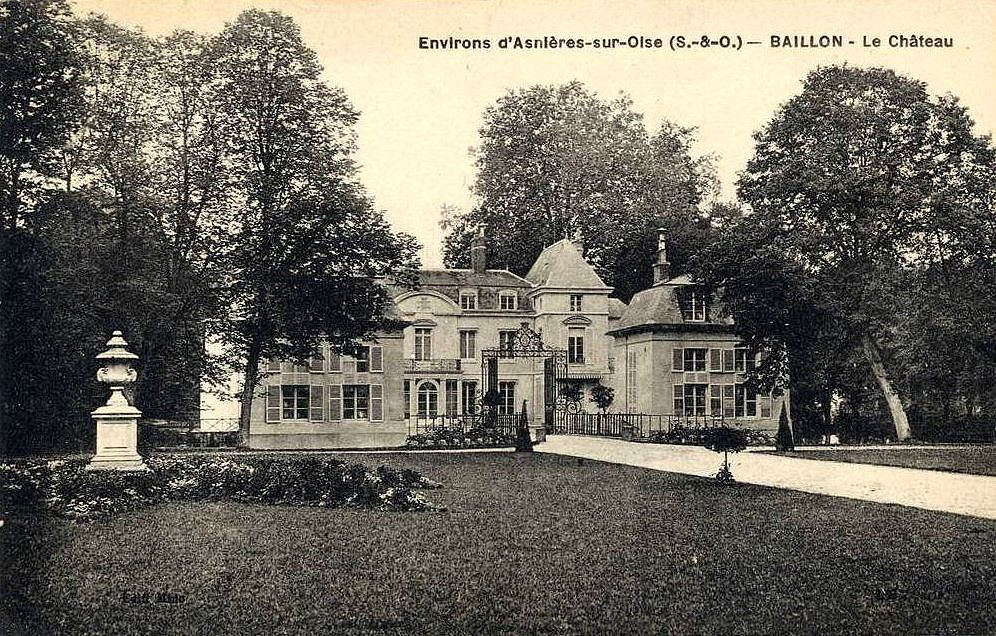
Le château de Baillon au début du XXe siècle, côté est. À gauche et à droite de la grille, les pavillons, situés en fait à une dizaine de mètres du bâtiment principal.
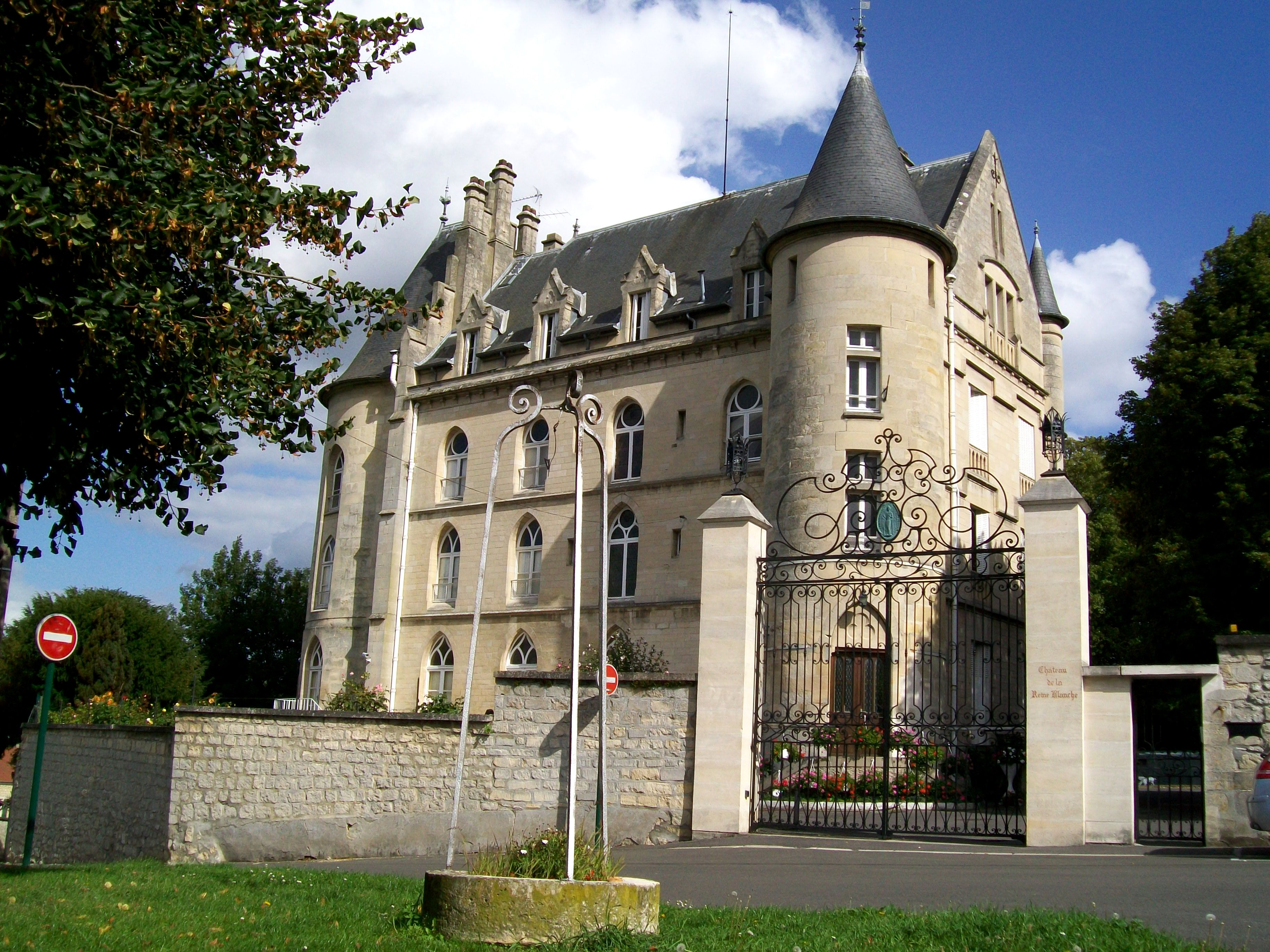
Le château actuel résulte des travaux de restauration effectués entre 1829 et 1882, mais il a remplacé un château fort médiéval dont les premières traces remontent au Xe siècle.

Outre les deux châteaux présentés ci-dessus, une dizaine d'autres châteaux et manoirs se situent sur la commune d'Asnières, dont les plus importants sont les suivants :
- Le château de Baillon, à l'est du hameau de Baillon (parc inscrit Jardin remarquable le 31 juillet 2003[41]) : il semble remonter au XVIIe siècle, mais était alors un petit bâtiment sans caractère. Sous François de Mareuil, propriétaire de 1701 à 1728, l'architecte compiègnois Jacques Danuin est chargé de concevoir un projet pour l'embellissement et l'agrandissement de la demeure en 1726. Ce projet reste sans suite dans un premier temps. Gérard Lefranc de Brumpé achète le domaine deux ans plus tard, et il y installe sa fille et son gendre, Jacques Accarias, en 1752, qui fait adjoindre un deuxième étage selon les plans de Danuin, et consacre beaucoup d'argent à l'aménagement du château et de son parc. Il fait également construire les pavillons de la cour d'honneur. Montesquieu, ami de la famille, vient alors fréquemment à Baillon. Cinq ans plus tard, Accarias est ruiné et perd le château. Lenormand d'Etiolles achète le domaine en 1759 pour ses enfants et sa maîtresse et mène à terme l'aménagement du parc selon les plans de Lefranc de Brumpé, avec notamment le creusement du grand canal de six cents mètres de long. L'eau y est très présente avec le grand canal, une cascade et un abreuvoir.

Louis Bonaparte devient propriétaire de Baillon, de 1801 à 1803, année où il vend le domaine à Napoléon. Le frontispice avec son inscription renseigne sur les circonstances du changement de propriétaire qui suit : « Le château de Baillon a été donné par l'Empereur Napoléon au maréchal duc de Conegliano », titre par ailleurs créé pour Bon Adrien Jeannot de Moncey dont la chapelle funéraire se trouve sur le cimetière d'Asnières. 
Une autre occupante, au XXe siècle, reste dans la mémoire des habitants pour sa générosité : Mme Frédéric Bemberg. Depuis les années 1980, le château de Baillon est la propriété de Khalifa ben Zayed Al Nahyane, émir d’Abu Dhabi et président des Émirats arabes unis, également très généreux envers la commune,. Le parc actuel du château, du XIXe siècle et du deuxième quart du XXe siècle, est une création de Achille-Jean-Henri Duchêne.
- Le château de la Reine Blanche (nommé ainsi d'après Blanche de Castille), rue des Auges, qui a été initialement un domaine royal avec une forteresse en son centre, dont les origines se perdent dans le temps. 
La configuration des bâtiments est connue par le cadastre de 1742. Des larges fossés d'eau entouraient le château pour faciliter sa défense. Le plan du château avait la forme d'un fer à cheval oblong. Neuf tours semi-circulaires protégeaient l'enceinte, dont une seule a été conservé. Le donjon constituait l'entrée du fer à cheval et la façade principale. Le portail était flanqué par deux grosses tours, dont l'une des deux subsiste partiellement, mais a perdu son apparence d'origine. L'enceinte avait huit pieds d'épaisseur et était probablement munie d'un chemin de ronde. Le château dominait une plaine entre l'Oise, dont il devait assurer la défense du port aux Anglais, et le versant nord de la forêt de Carnelle, où un ouvrage militaire connu comme la motte du parc à une distance de deux kilomètres environ devait à son tour renforcer la protection du château. saint Louis y séjourne fréquemment avec sa mère Blanche de Castille, en raison de la richesse en gibier de la forêt de Carnelle toute proche, et pour la proximité d'avec l'abbaye de Royaumont qu'il affectionnait[44],[45].

Le château est vendu par le roi 1763. À la suite de sa vente comme bien national à la Révolution, il devient la propriété de M. Coulon, fileur de coton, puis de M. Piébaud. Mal entretenu, il se dégrade jusqu'à devenir inhabitable. Le propriétaire en 1829], l'académicien Étienne de Jouy, fait entamer des travaux de remise en état, qu'il ne parvient cependant pas à mettre à terme, et après sa mort en 1849, le château est de nouveau en ruine. Le général Charlemagne fait reconstruire le château entièrement en 1882 et lui donne son aspect actuel. Après lui, la propriété change fréquemment de maître jusqu'en 1950 ; parmi eux, une nièce de Adolphe Thiers et l'épouse d'Émile Pereire. Ensuite, une congrégation religieuse achète le château et le garde pendant une bonne quarantaine d'années, pour le vendre ensuite à des particuliers.
- Le Château-Neuf, rue du Four : érigé à la place d'un ancien hôtel seigneurial du XIIIe siècle où aurait également résidé saint Louis. Il ne subsiste que sa tour, ses caves et ses souterrains, l'habitation datant probablement de 1830 quand le domaine est restauré et prend son nom d'aujourd'hui[47]. Émile Pereire acquiert le château vers la fin de sa vien qui reste la propriété de sa veuve après son décès. Le Château-Neuf et le château de la Reine Blanche sont donc à cette époque dans la même famille. Mme Alby, fille d'Émile Pereire, en est l'unique propriétaire au début du XXe siècle. 
Sous l'Occupation, les Allemands firent du château une kommandantur. 
Devenu la propriété d'une congrégation religieuse peu après la Libération[36], il est longuement été utilisé comme maison d'enfants pour filles[48]. Vendu à des particuliers dans les années 2000[36], l'édifice est resté plusieurs années vacant et en mauvais état. Il a ensuite été restauré en 2012 et est désormais une copropriété au cadre de vie privilégié.
- La « Comerie », rue du Four : anciennement appelé la « Commerie » ou « Commerye », ce manoir est issu d'un ancien hôtel seigneurial du début du XVIIe siècle, centre d'un fief appartenant à l'abbaye de Royaumont. 
L'abbaye ne gère pas directement ce fief avec ses terres et revenus, mais le loue en tenure à de différents seigneurs : Jean de Torterain, commissaire des guerres, jusqu'en 1661 ; Nicolas de Laistre jusqu'en 1666]; Mathurin et puis Jacques de Crépy jusqu'à la fin du XVIIe siècle ; Claude Morel, papetier et artificier du roi ; sa veuve Jeanne-Charlotte Berthier à partir de 1731 au plus tard ; etc. 
Après la Révolution française, les propriétaires se succèdent : M. Bénard, Mme Hennequin, M. Lhuillier. Plus tard, au début du XIXe siècle, le propriétaire de la Cômerie est le conseiller d'État, ministre plénipotentiaire et historien Armand Lefebvre, auteur de L'Histoire des Cabinets de l'Europe. Le domaine reste ensuite dans la famille, en passant par le fils du conseiller, le comte Pigneaux Lefevre de Béhaine, jusqu'à la dernière comtesse décédée en 1960.

Au milieu du XIXe siècle, la Cômerie est décrite comme un « séjour plein de silence, de calme enchanteur, avec ses champs, ses jardins, ses sentiers, ses sources abondantes qui courent "le long des pelouses fuyantes sous les grands arbres ». Après le décès de la dernière comtesse, le domaine est morcelé,, et le manoir est dans un état d'abandon avancé. La partie centrale est déjà parfaitement ruinée, dépourvue de toit et de plafonds.
- Le « Petit Royaumont », à l'ouest de la Grande-Rue : ancien hôtel seigneurial dont les origines remontent au XIIIe siècle. Avec une ferme, des terres labourables et des vignobles (78 ha au total à la Révolution), le Petit Royaumont formait un fief appartenant à l'abbaye de Royaumont, qu'elle afferma à de différents seigneurs au plus tard depuis sa mise sous commende. Après la dissolution de l'abbaye, le domaine fut vendu comme bien national à un particulier, à l'instar de l'ensemble de ses possessions. Au début du XXe siècle, les Alby (propriétaires du Château-Neuf) installèrent leur régisseur dans l'hôtel. De dimensions modestes, le manoir occupe une place de choix parmi le patrimoine bâti d'Asnières : c'est le seul à présenter encore des traits caractéristiques de l'architecture Renaissance rurale, avec une tour d'escalier octogonale haute de trois étages et des murs assemblés de pierres parfaitement taillées. L'étage présente en partie une façade en colombages. Sous les dépendances du manoir, se situe une grande galerie souterraine bien conservée[43],[51],[52].
- Le « Clos des Fées », Grande-Rue : appelé « le clos des Faits » jusqu'au XVIIIe siècle, ce fut le plus important domaine bourgeois de la commune jusqu'à son récent morcellement à la fin du XXe siècle. Il paraît que son nom fut volontairement transformé par la nouvelle propriétaire du domaine en 1857, madame Ledicte-Duflos, veuve Masson et mère de Frédéric Masson. Cet académicien, historien et maire d'Asnières, passa les plus beaux jours de sa vie au Clos de Fées. Après son décès, le domaine fut acquis par la famille d'industriels Delacoste, qui étaient parmi les propriétaires de l'usine de jouets. Avec la faillite de l'usine en 1981, la famille a dû vendre le Clos des Fées[43]. Les impressionnants communs et une maison d'habitation donnent directement sur la Grande-Rue. Les photos les plus connues ont été prises au milieu du parc, cette façade n'est pas visible depuis le domaine public. Il propose aujourd'hui plusieurs chambres d'hôtes.

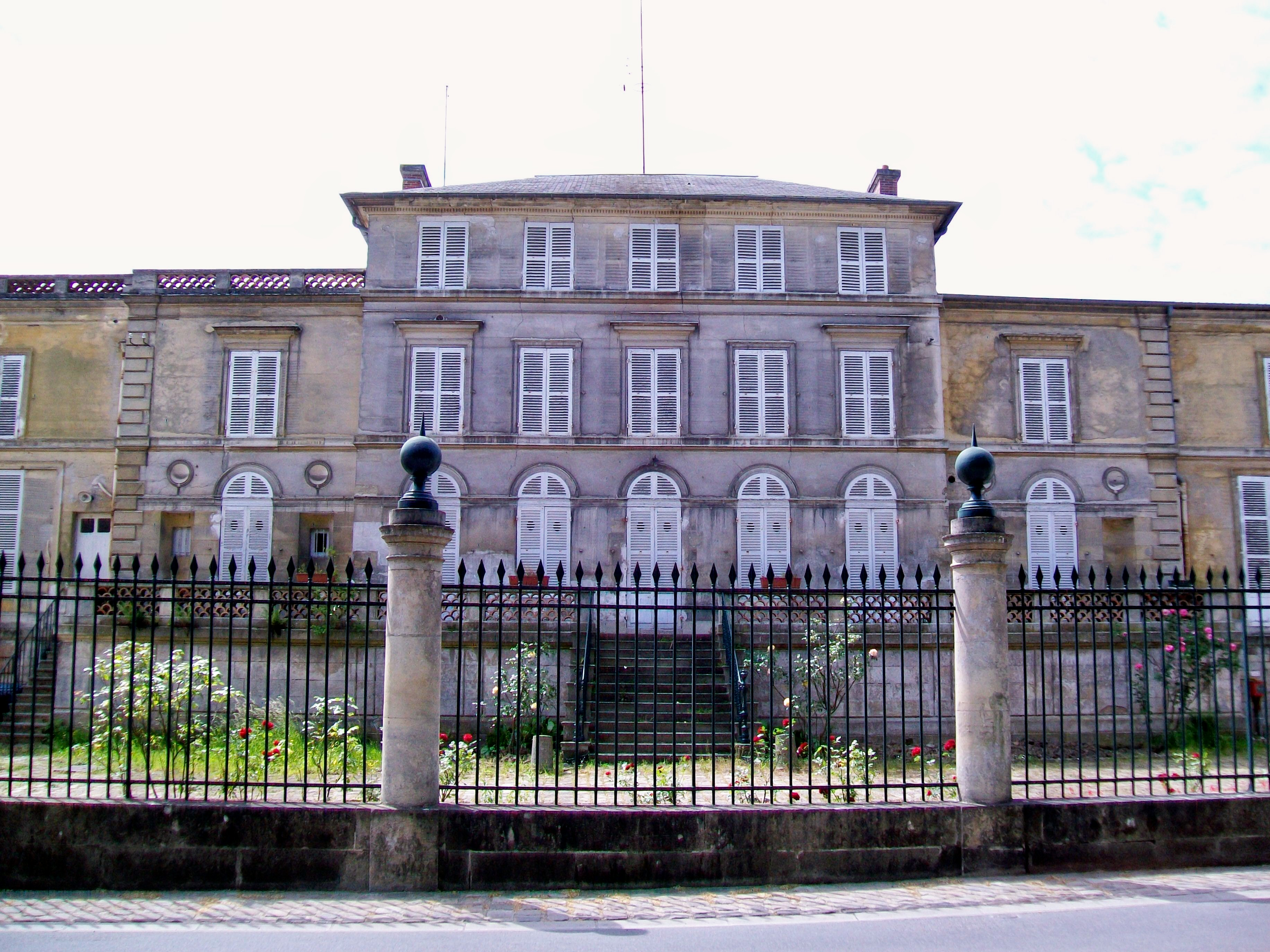
Le Château-Neuf, rue du Four, est loin de son époque de splendeur. Ici, la façade principale vers le nord. Les deux pavillons de garde de gauche et de droite de la grille ne sont pas visibles.
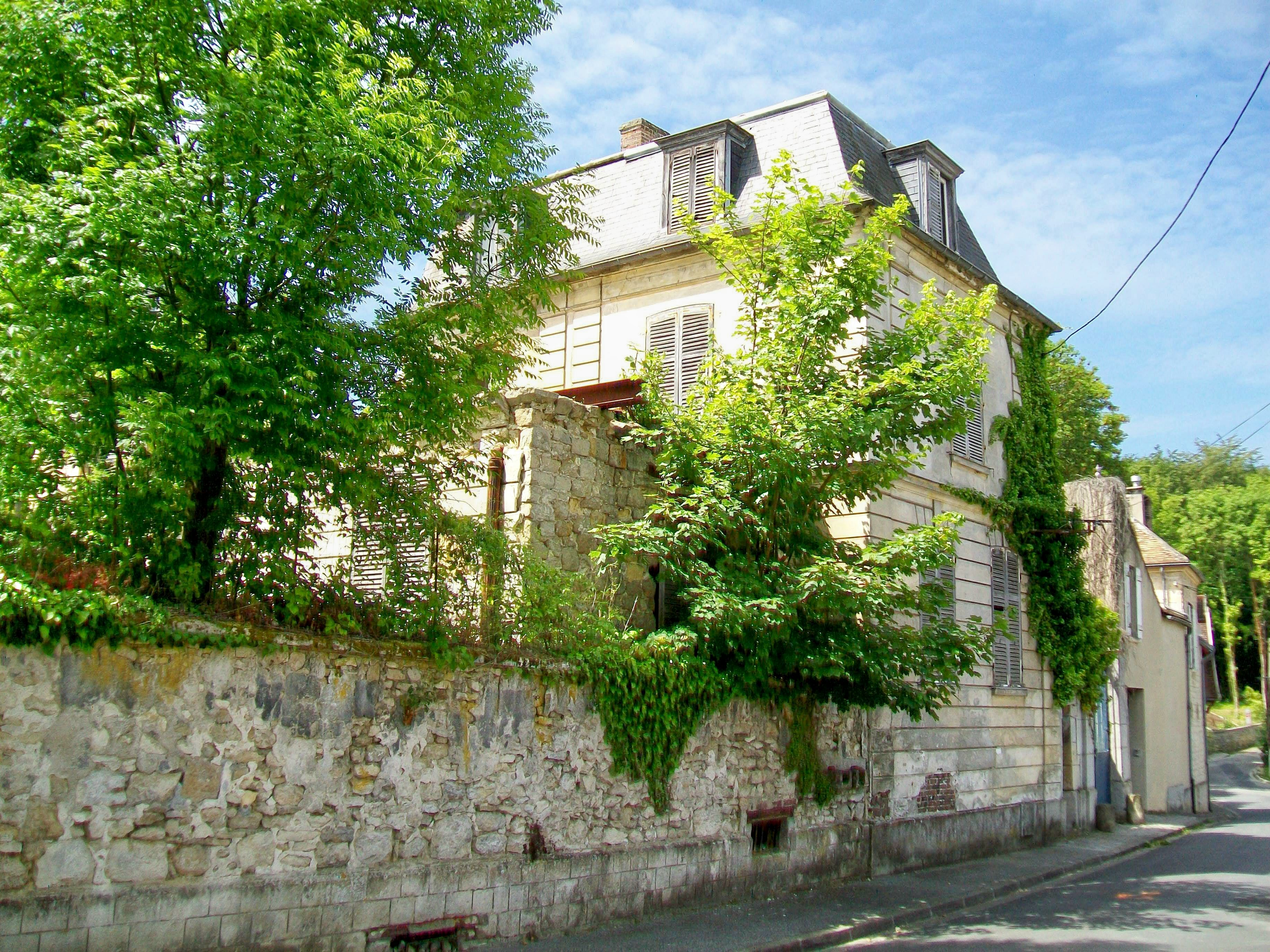
La Comerie, façade nord sur la rue de Noisy, à l'ouest d'Asnières-sur-Oise. Le manoir est aujourd'hui en partie ruiné et à l'abandon.
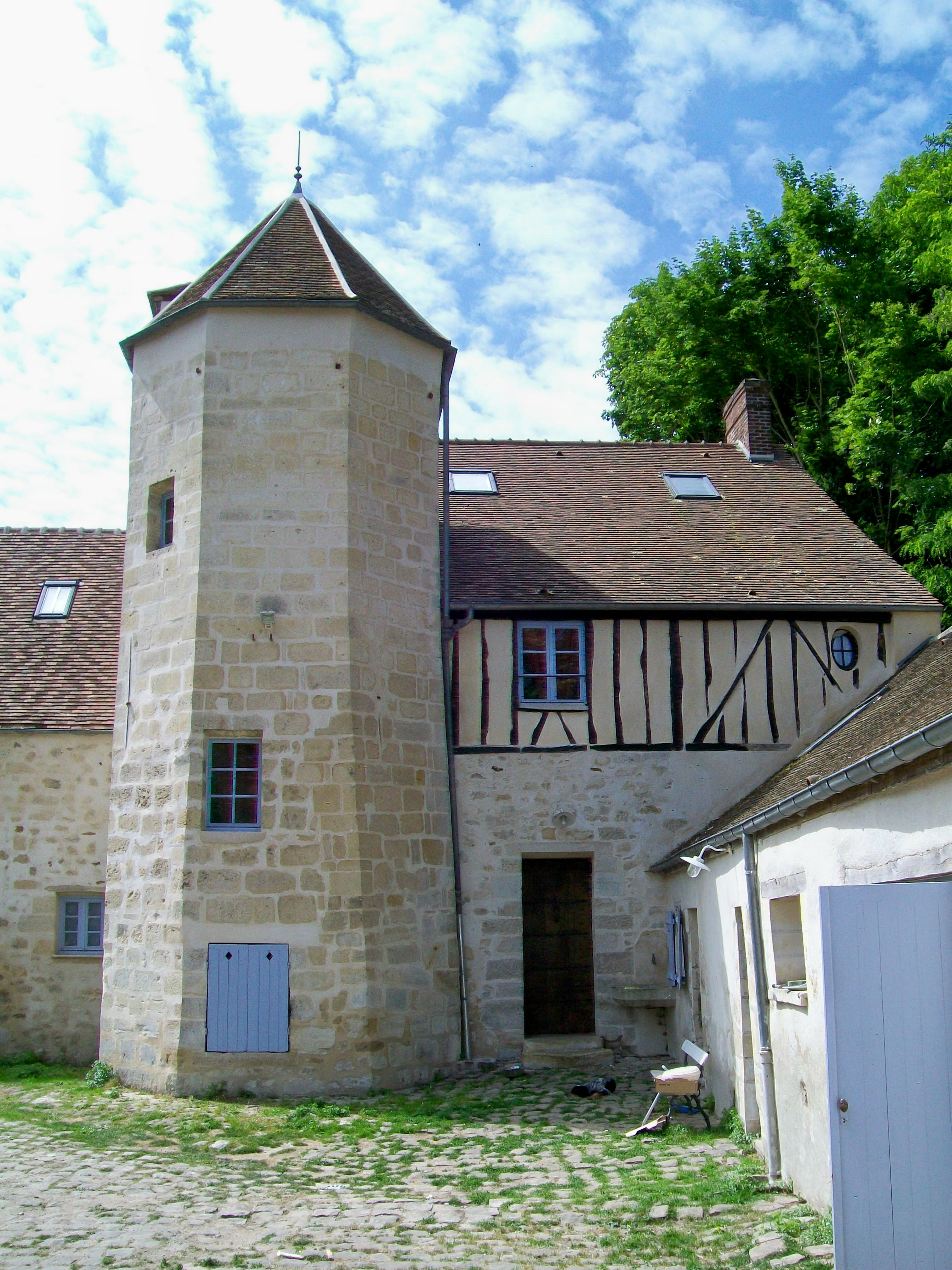
L'ancien hôtel seigneurial « Petit Royaumont » sur la Grande-Rue, récemment restauré. .
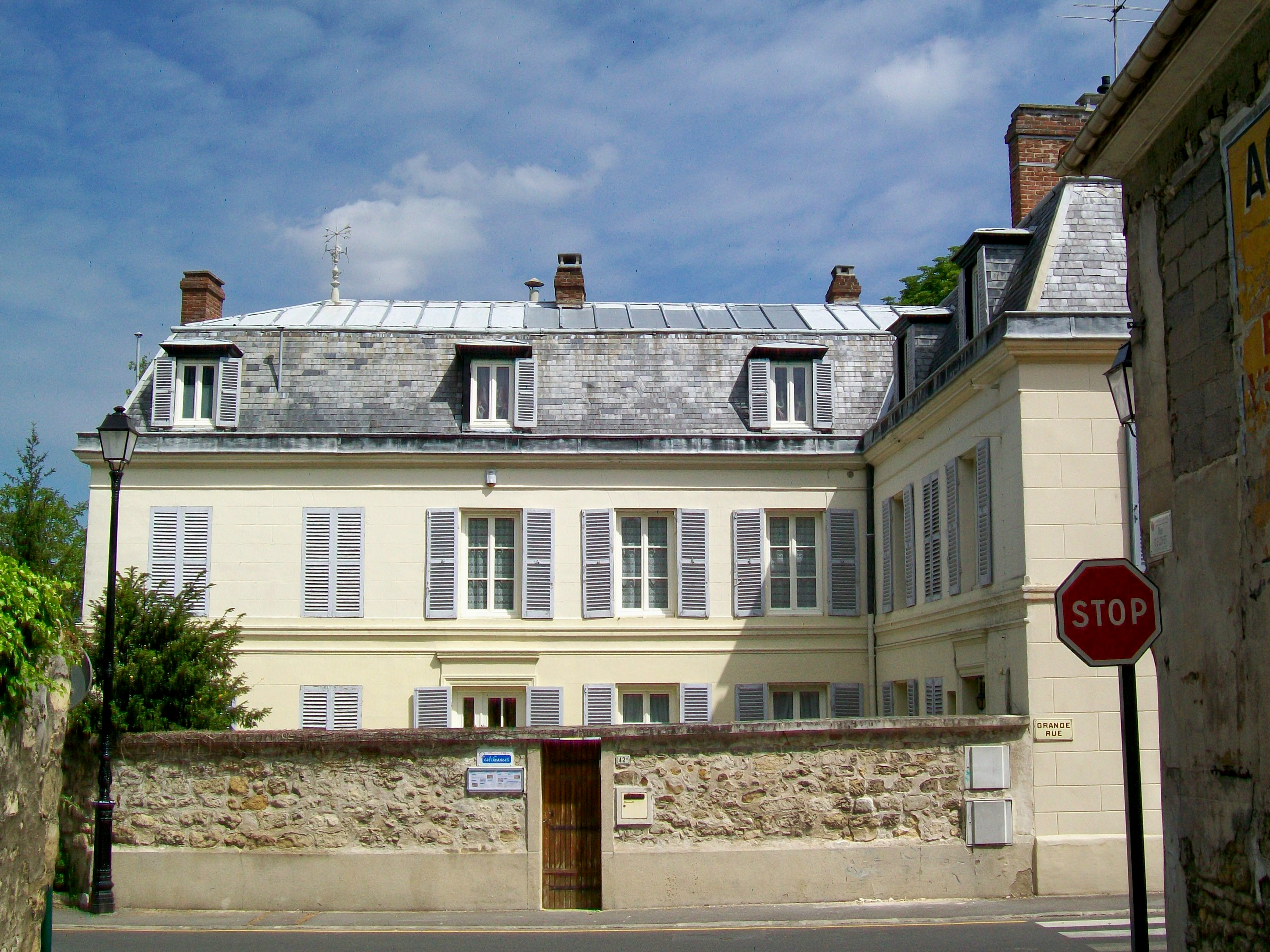
Logis ayant appartenu au domaine du « Clos des Fées », sur la Grande-Rue d'Asnières. Le manoir proprement dit se situe derrière, au nord, au milieu d'un parc.
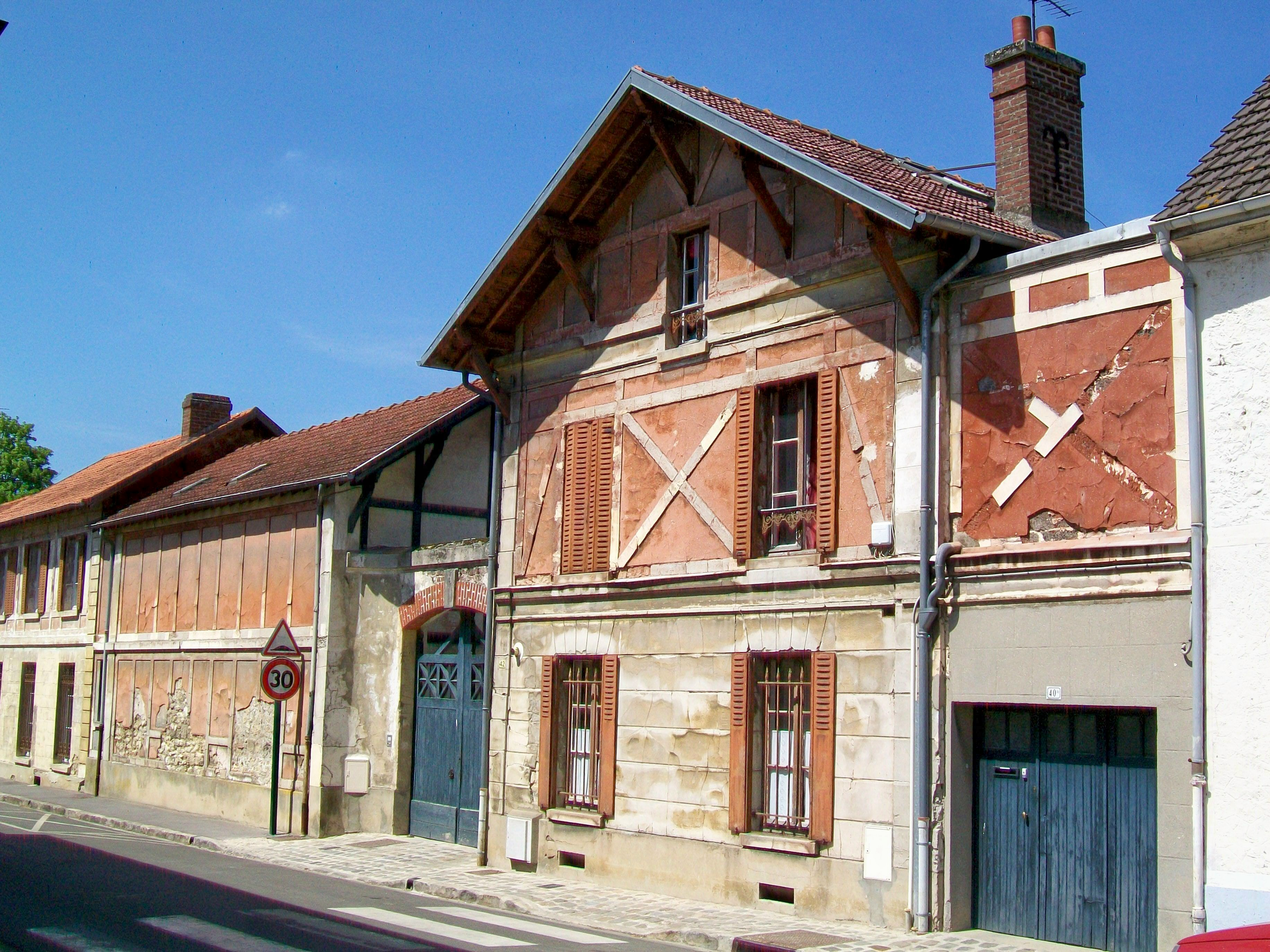
Les communs du « Clos des Fées », et le portail donnant accès au domaine, sur la Grande-Rue d'Asnières.

On peut également signaler :
- Les trois vieux lavoirs du bourg d'Asnières : lavoir des Auges, rue des Auges, reconstruit en 1845[53] ; lavoir de la rue de Touteville ; lavoir de la rue d'Aval-Eau. Les deux premiers sont alimentés par la source du Crocq, et le troisième par la source des Gourdeaux, qui se trouve dans le parc de Touteville. Le hameau de Baillon possède également un lavoir, rue des Marais, construit sur la Nouvelle Thève[53]. Un cinquième lavoir se trouve près de l'abbaye de Royaumont, sur l'Ysieux. L'ensemble des cinq lavoirs datent de la période 1845-1870[43], le lavoir des Auges ayant également été utilisé comme abreuvoir.
- Les cinq fontaines : la plus emblématique est celle de 1864 près du carrefour de la croix Boissiée, à l'angle de la rue d'Aval-Eau avec la Grande-Rue[54]. Cette fontaine ne dispense plus qu'un mince filet d'eau. Trois autres fontaines sont encore abondantes : celle du cimetière, celle du lavoir des Auges et celle à l'entrée du parc de Touteville. Une cinquième fontaine, aujourd'hui à sec et en mauvais état, se situe à l'angle des rues de Gouvieux et de Noisy.
- Le capteur de source de la fontaine du Crocq, en haut de la rue du Croq : protégée par une petite bâtisse en pierre de 1875, à moitié enterré et ressemblant à un réservoir. Il s'agit de la principale source d'Asnières qui n'était pas enclavée dans une propriété privée (la source des Gourdeaux ne l'est plus depuis l'acquisition du parc de Touteville par la commune)[40].
- Plusieurs bornes-fontaines implantées dans la première période de l'adduction d'eau potable quand l'eau ne fut pas encore acheminée à l'intérieur des maisons, subsistent au village : rue Pierre-Brossolette, face à la rue d'Aval-Eau ; rue du Four ; rue Delchet, non loin de l'école.
- Le monument aux morts de 1920, rue d'Aval-Eau, face à la mairie. Un deuxième monument aux morts, plus simple, se situe au cimetière ancien, rue du Cimetière[55].
- Le mémorial des Dames écossaises, en dehors du village : érigé à la mémoire des soldats soignés lors de la Première Guerre mondiale dans l'hôpital des Dames écossaises à l'abbaye de Royaumont. Cet hôpital fonctionna avec un personnel médical exclusivement féminin venu d'Écosse, et son médecin-chef, Frances Evens, finança ce monument. Il fut inauguré en 1922, mais un grave endommagement en 2000 a rendu nécessaire sa complète reconstruction[56].
- Le « Vert-Galant », rue Pierre-Brossolette : manoir du XIXe siècle d'architecture classique, construit en briques rouges et pierres, couvert d'ardoise. Il a été édifié pour la famille Gardin, négociants et industriels de génération en génération. Le dernier propriétaire de cette famille fut maire de la commune et décéda en 1938[36],[53].

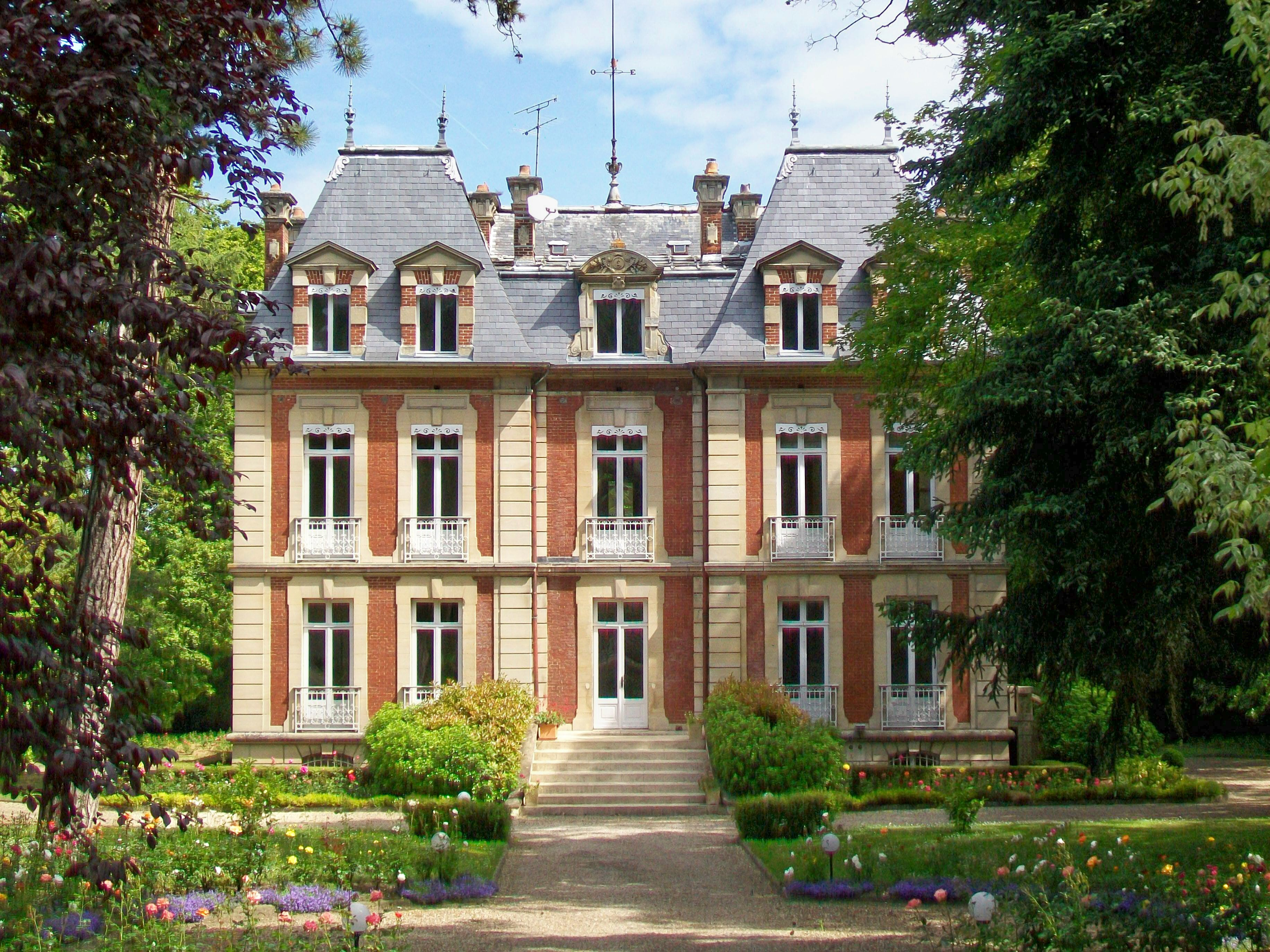
Le manoir « Vert-Galant », du XIXe siècle, construit par la famille Gardin. Il se situe rue Pierre-Brossolette.
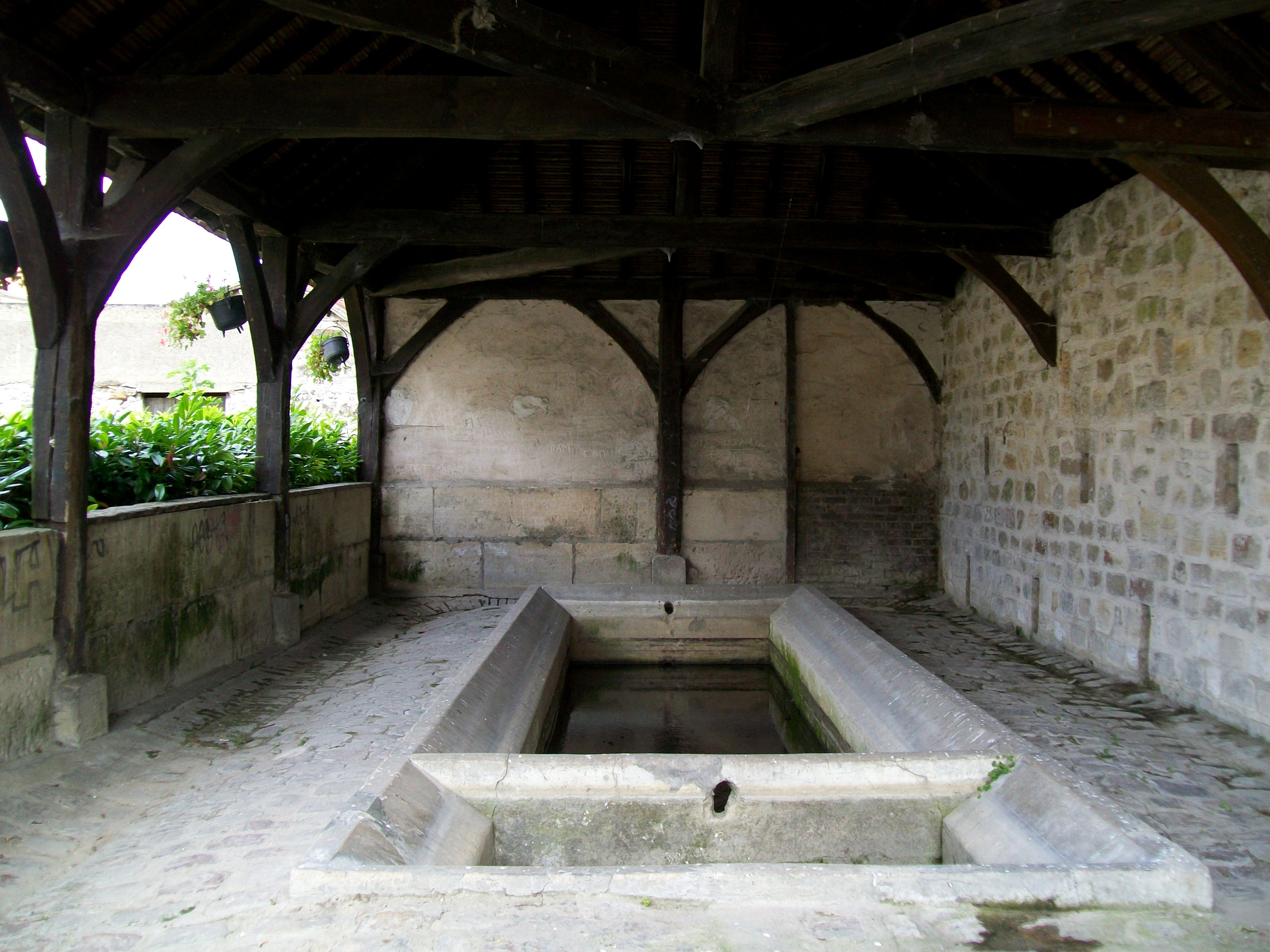
L'intérieur du lavoir rue des Auges.
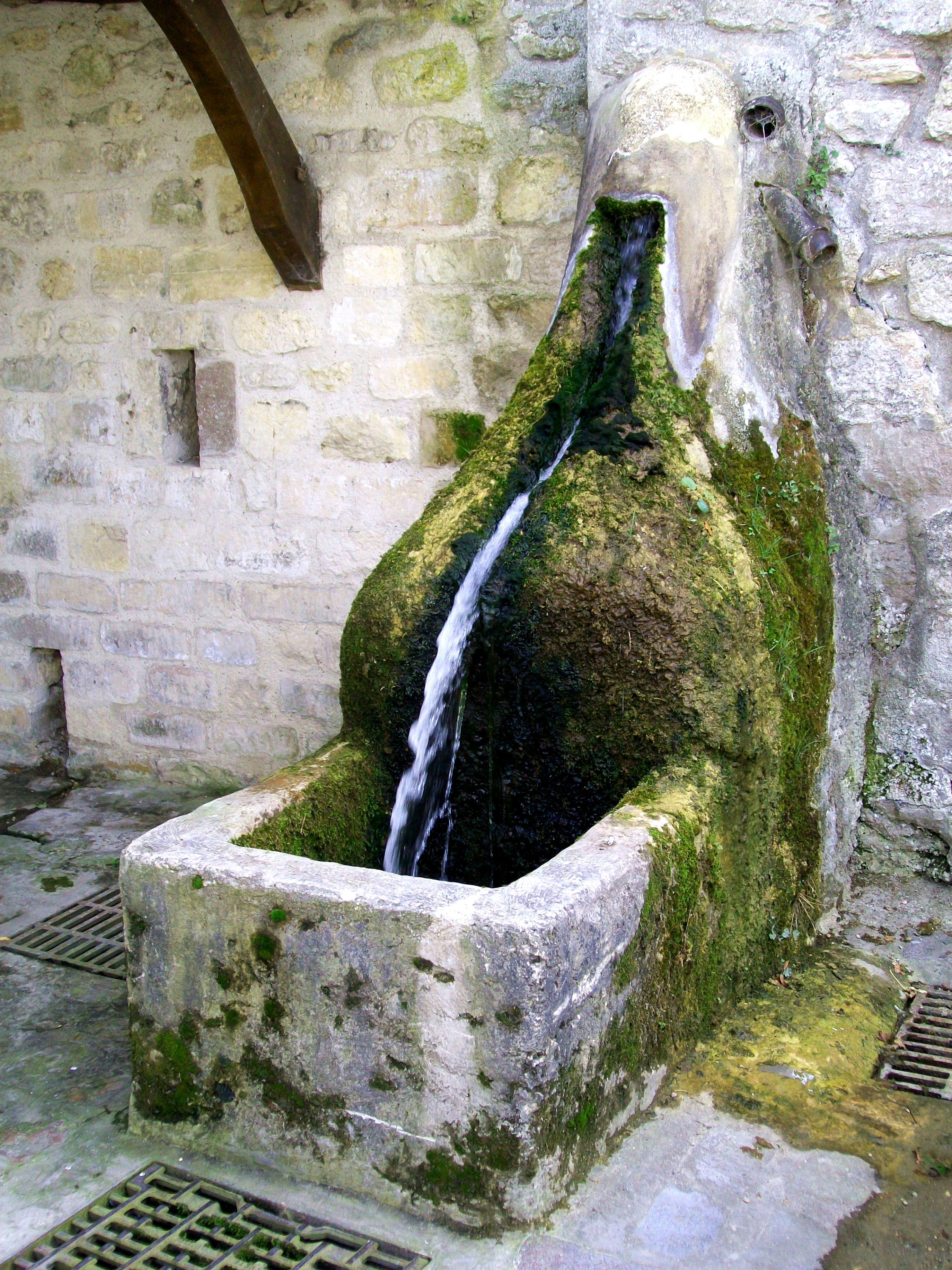
Le lavoir rue des Auges est accompagné d'une fontaine.
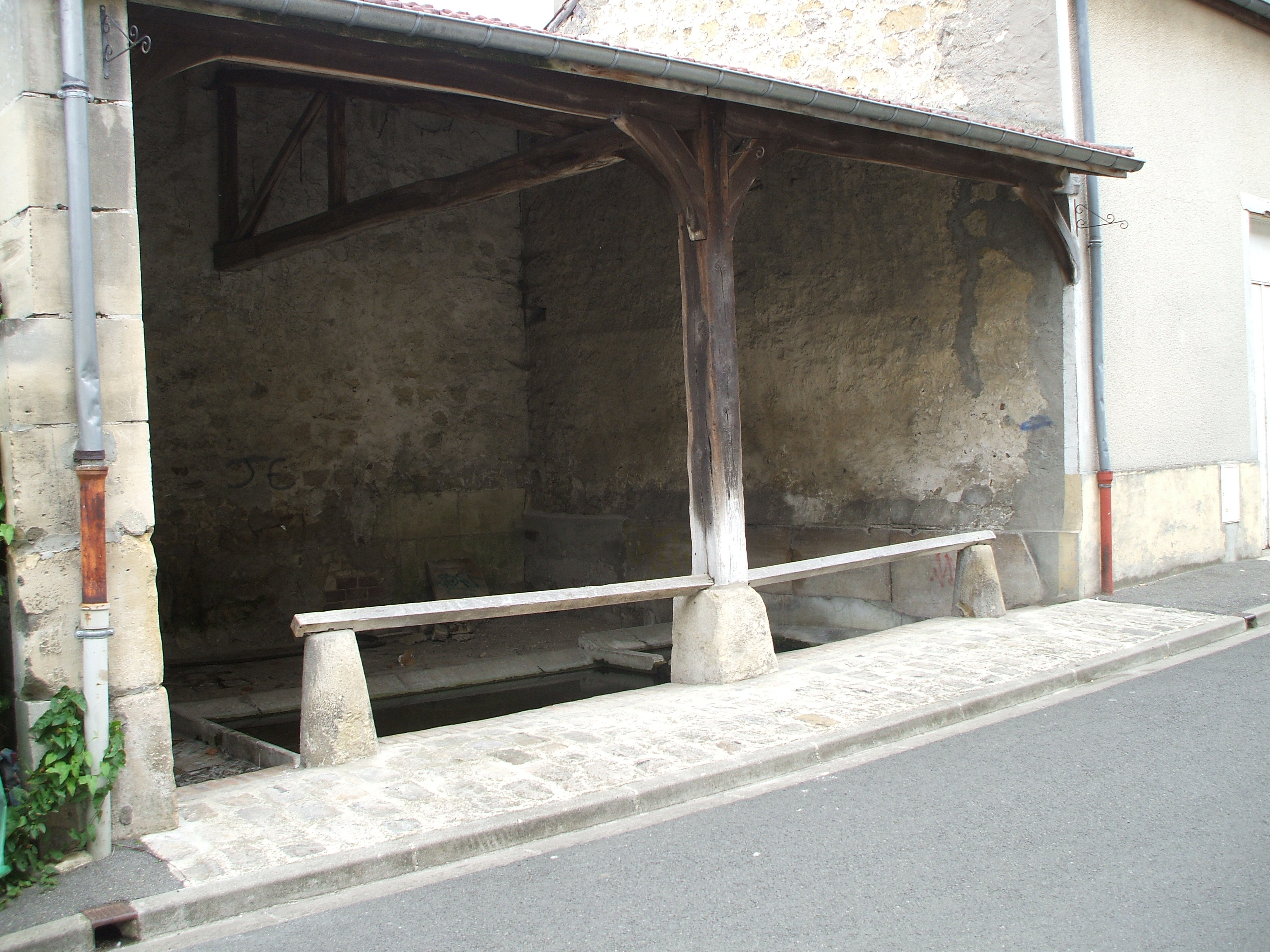
Le lavoir de la rue d'Aval-Eau.
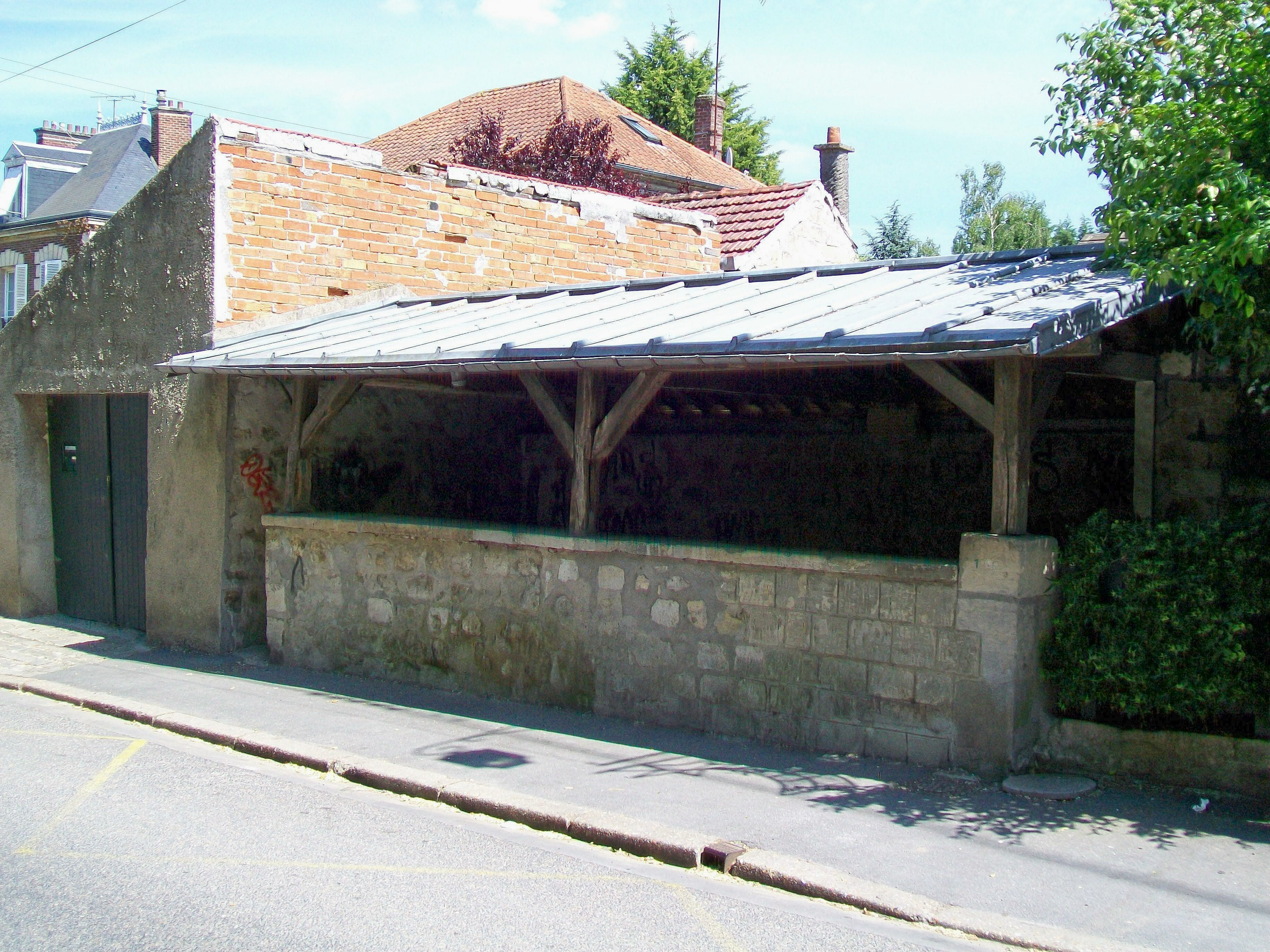
Le lavoir rue de Touteville, alimenté normalement par la source des Gourdeaux.

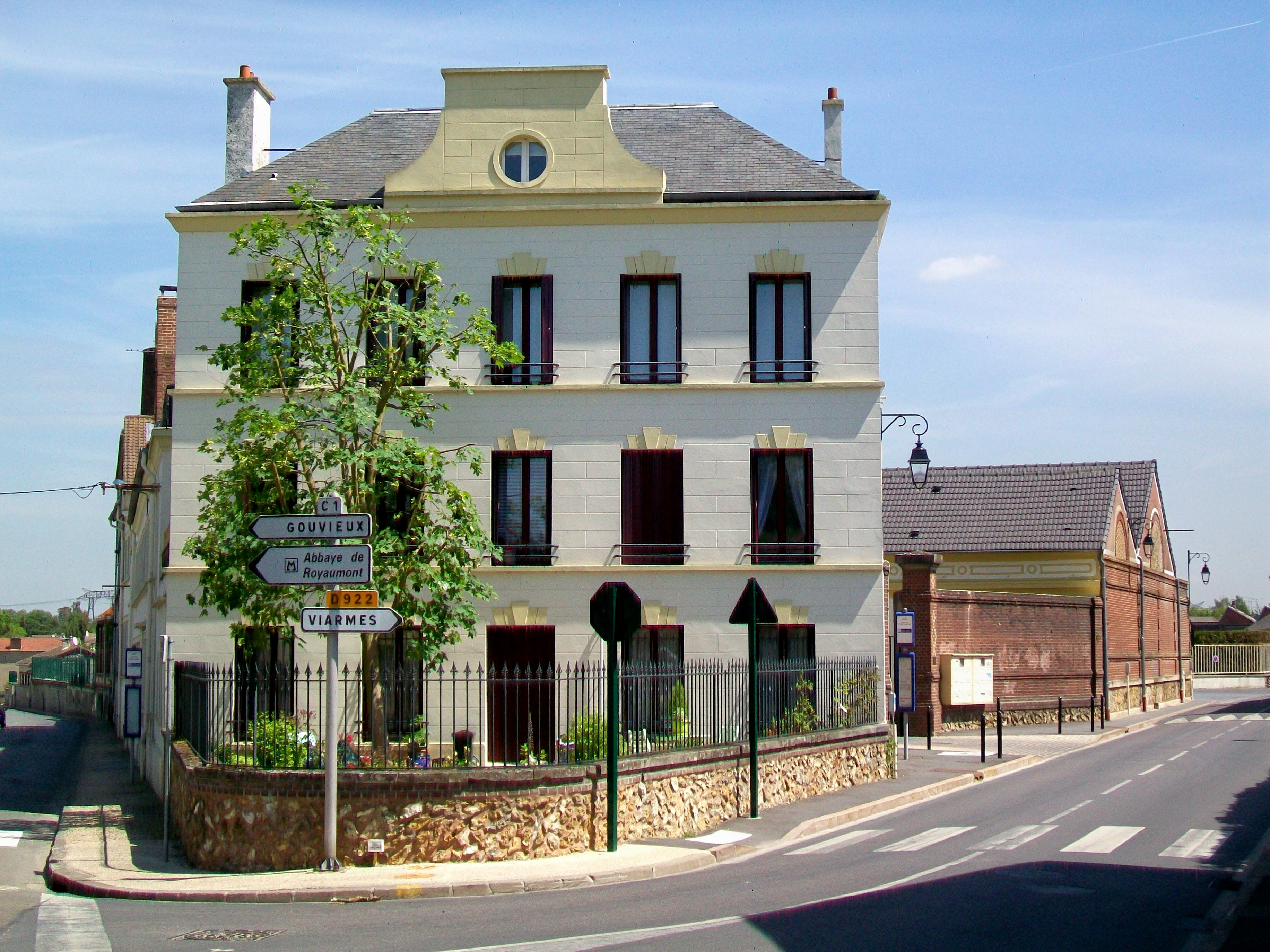
L'ancienne usine Vulli.

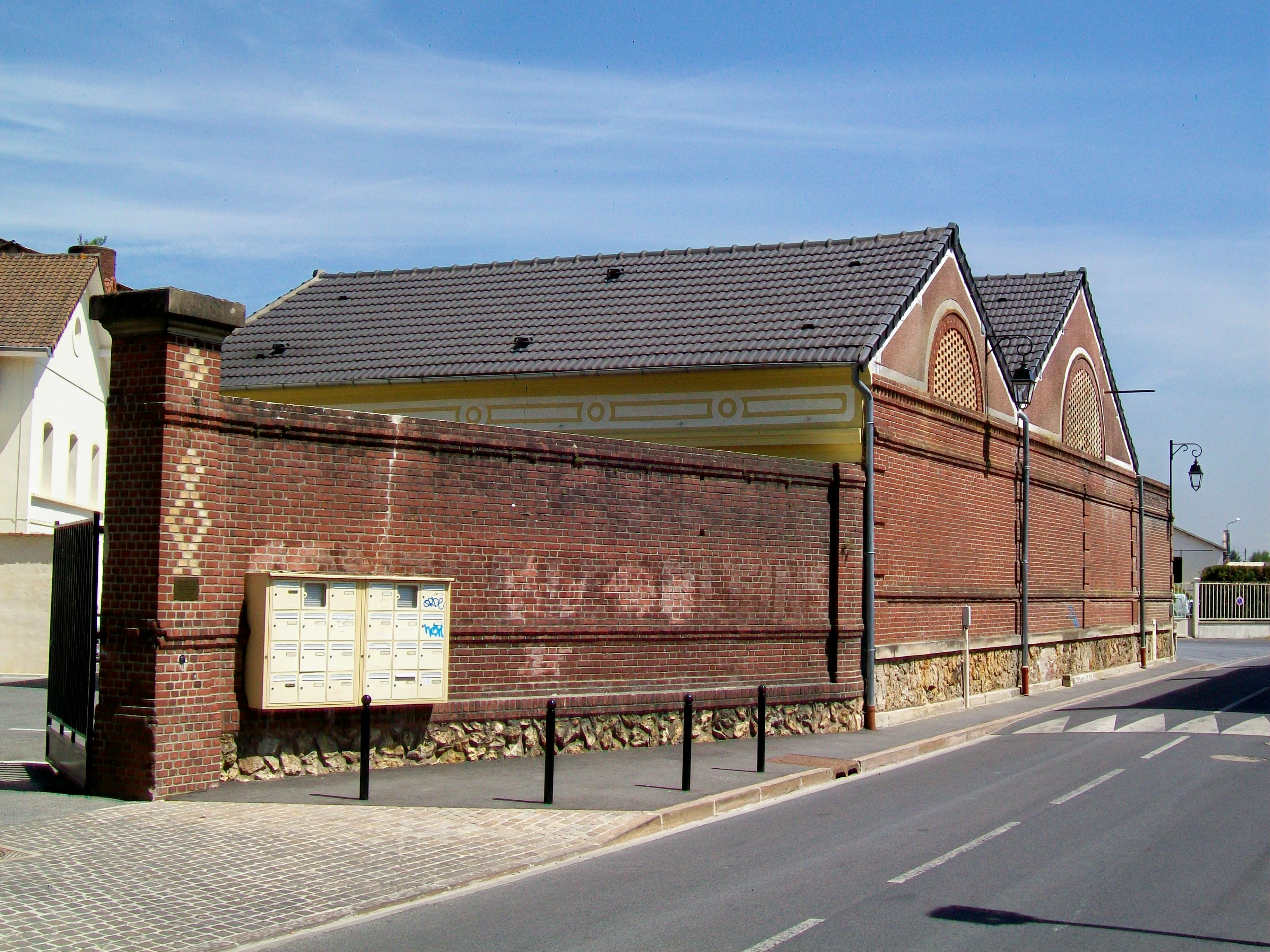
L'ancienne usine Derolland-Delacoste, Grande-Rue.

- Le calvaire ou « croix Boissiée » de 1873, grand crucifix taillé en pierre, au milieu du carrefour Grande-Rue / rue de Touteville[54].
- Dans le cimetière d'Asnières, plusieurs sépultures de personnages importants pour l'histoire de la commune : les trois tombes de la famille Travanet, au fond à droite (le marquis de Travanet ayant acquis l'abbaye de Royaumont à la Révolution pour y créer une filature de coton) ; la chapelle funéraire des descendants du maréchal de Moncey[40] ; la sépulture de la famille Derolland-Delacoste, fondateurs de l'usine[45].
- Également au cimetière, monument aux morts d'Asnières, c'est-à-dire des soldats morts pour la patrie lors de la Première Guerre mondiale et enterrés ici[45].
- L'ancienne usine Derolland-Delacoste, à l'entrée est du village en venant de Viarmes : reprise par Vulli en 1981, elle reste connue pour un jouet célèbre, Sophie la girafe, qui y est fabriquée jusqu'en 1991 en des millions d'exemplaires. La fermeture définitive de l'usine intervient en 1993, avec la concentration de la production à Rumilly (Haute-Savoie). L'ancien bâtiment administratif a été transformé en logements dans le cadre de l'opération d'urbanisme baptisée le Domaine de Sophie[57], tandis que les halles de l'usine restent en partie vacantes. L'architecture de briques est digne d'intérêt[43],[53],[58], mais a disparu sous une couche d'enduit sur plusieurs bâtiments.
- La chapelle de Baillon : bénie le 23 novembre 1883, elle est construite grâce à la générosité de Jules Gautier, sous-gouverneur de la Banque de France et protestant converti. Le banquier est également parmi les donateurs ayant financé l'école communale à droite de la chapelle, dont les noms sont mentionnés sur une plaque posée sur la façade. Gautier s'était installé à Baillon vingt ans auparavant, dans l'ancien prieuré. Lui et son épouse Julie reposent aujourd'hui dans le caveau familial à droite dans la chapelle. Une statue localement célèbre de « Notre-Dame de Baillon », du XIVe siècle, est installée en face : elle serait capable de guérisons miraculeuses[36],[59],[55]. Le chœur de la chapelle est orienté vers le sud, contrairement à l'usage général qui veut qu'il soit orienté vers le levant.
- La forêt de Chantilly et plus particulièrement le Bois de Bonnet, forêt annexe au sud-ouest du massif principal.

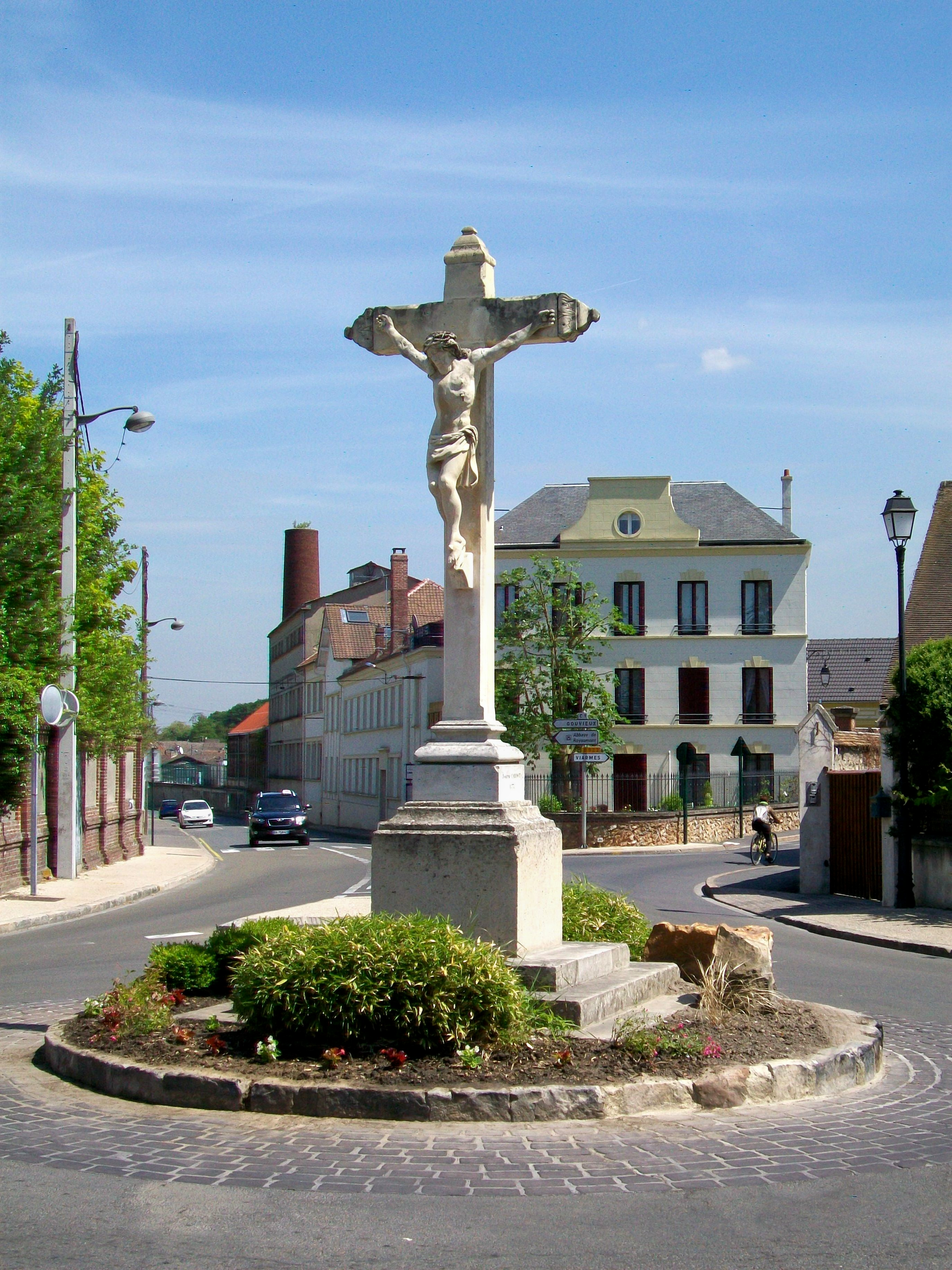
La croix Boissiée à l'est de la Grande-Rue, au milieu d'un carrefour, et l'ancien bâtiment administratif de l'usine Derolland-Delacoste.
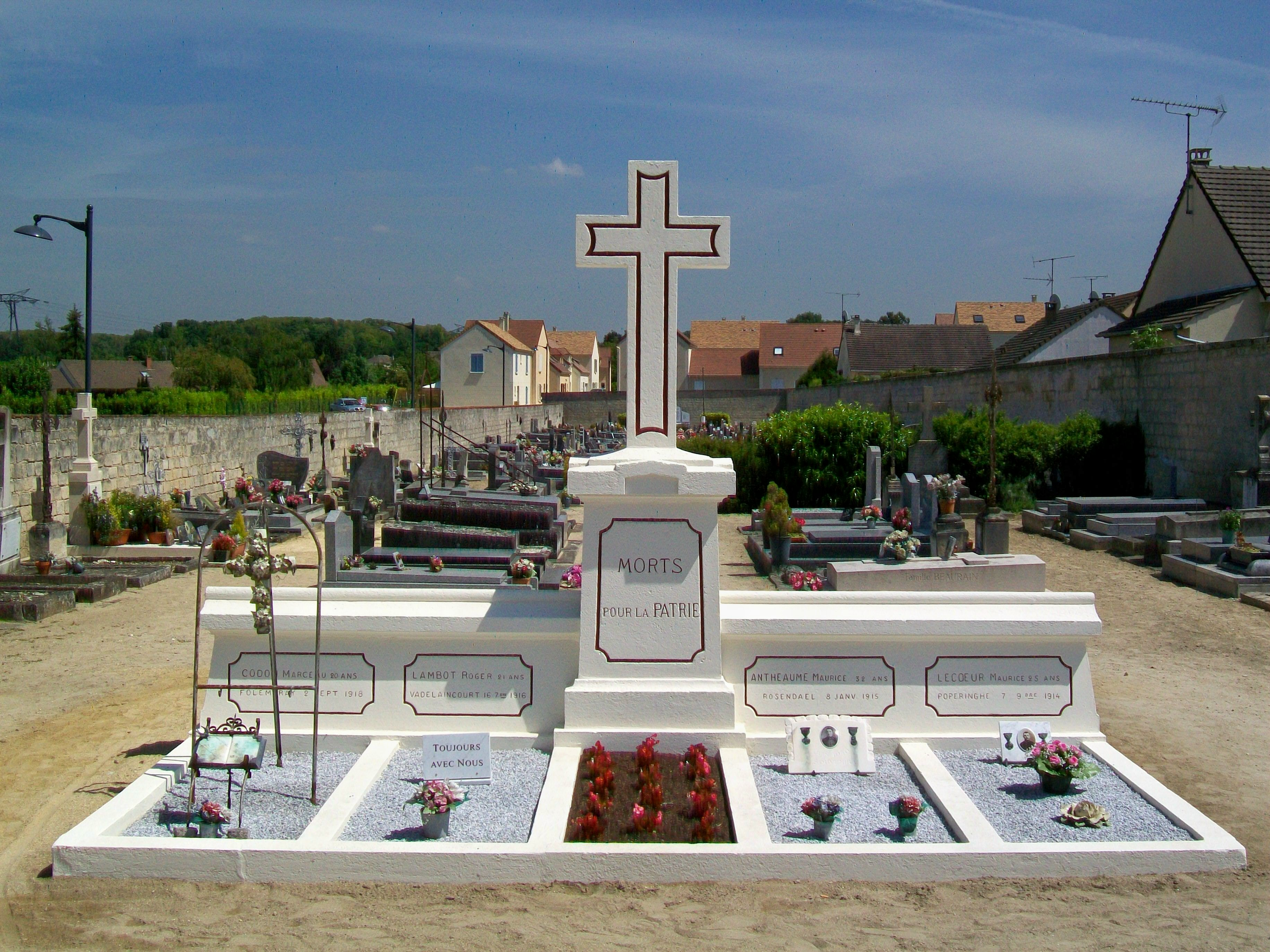
Le monument aux morts.
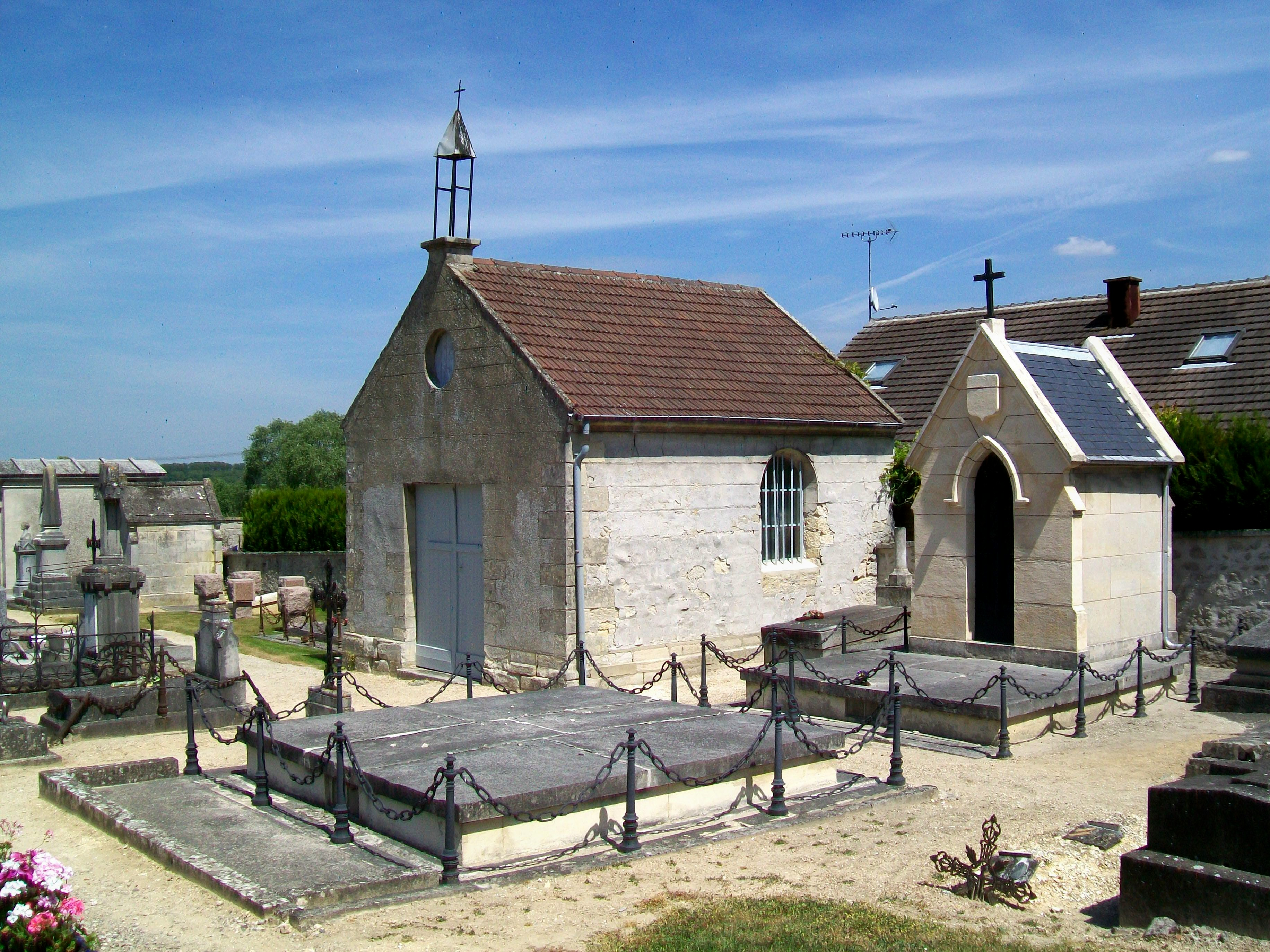
La chapelle funéraire des descendants du maréchal de Moncey au cimetière d'Asnières-sur-Oise : il s'agit de la petite chapelle à droite, récemment restaurée.
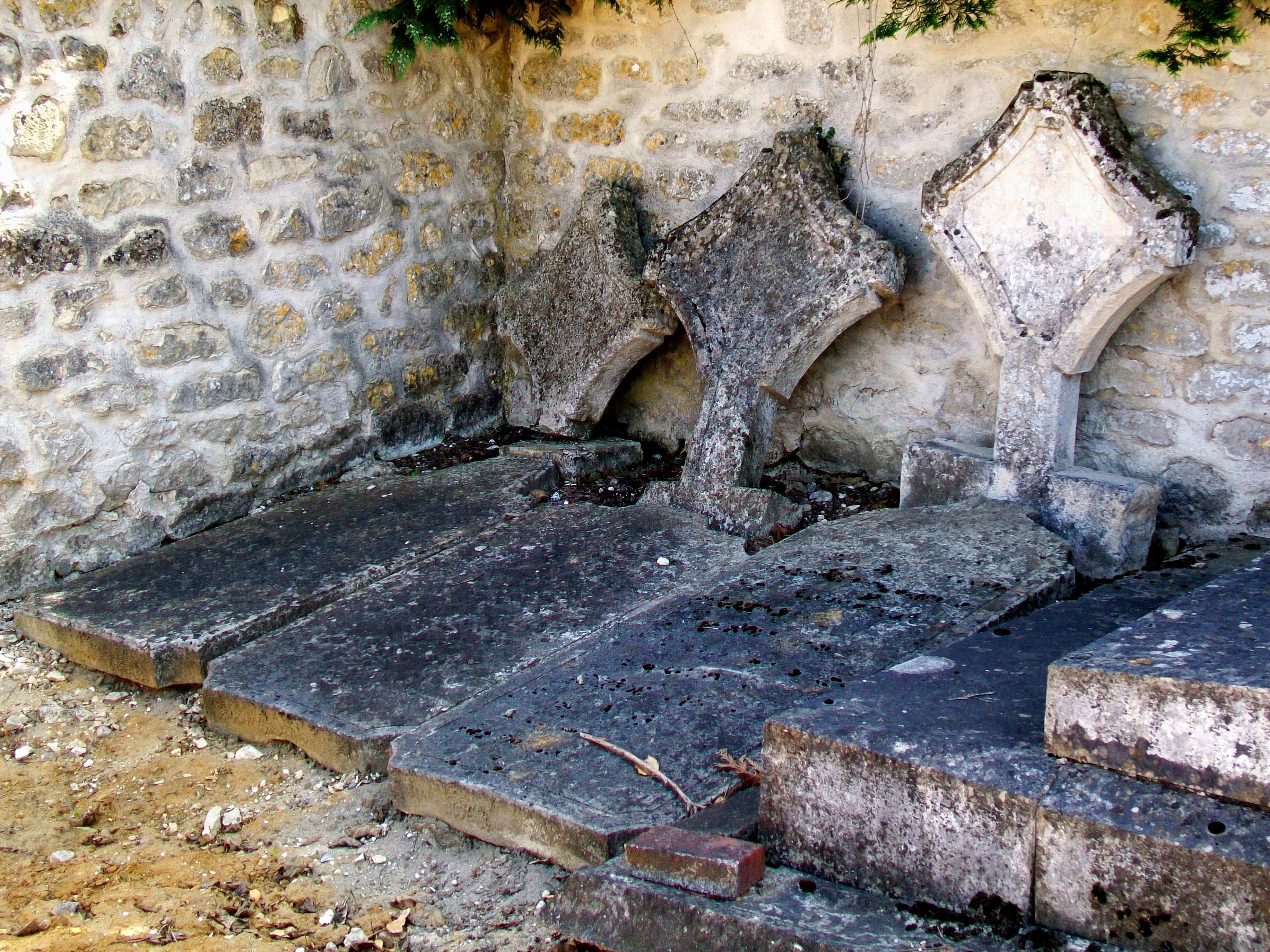
Les sépultures de la famille Travanet. Le marquis de Travanet avait racheté l'abbaye de Royaumont à la Révolution et y établit une filature de coton.
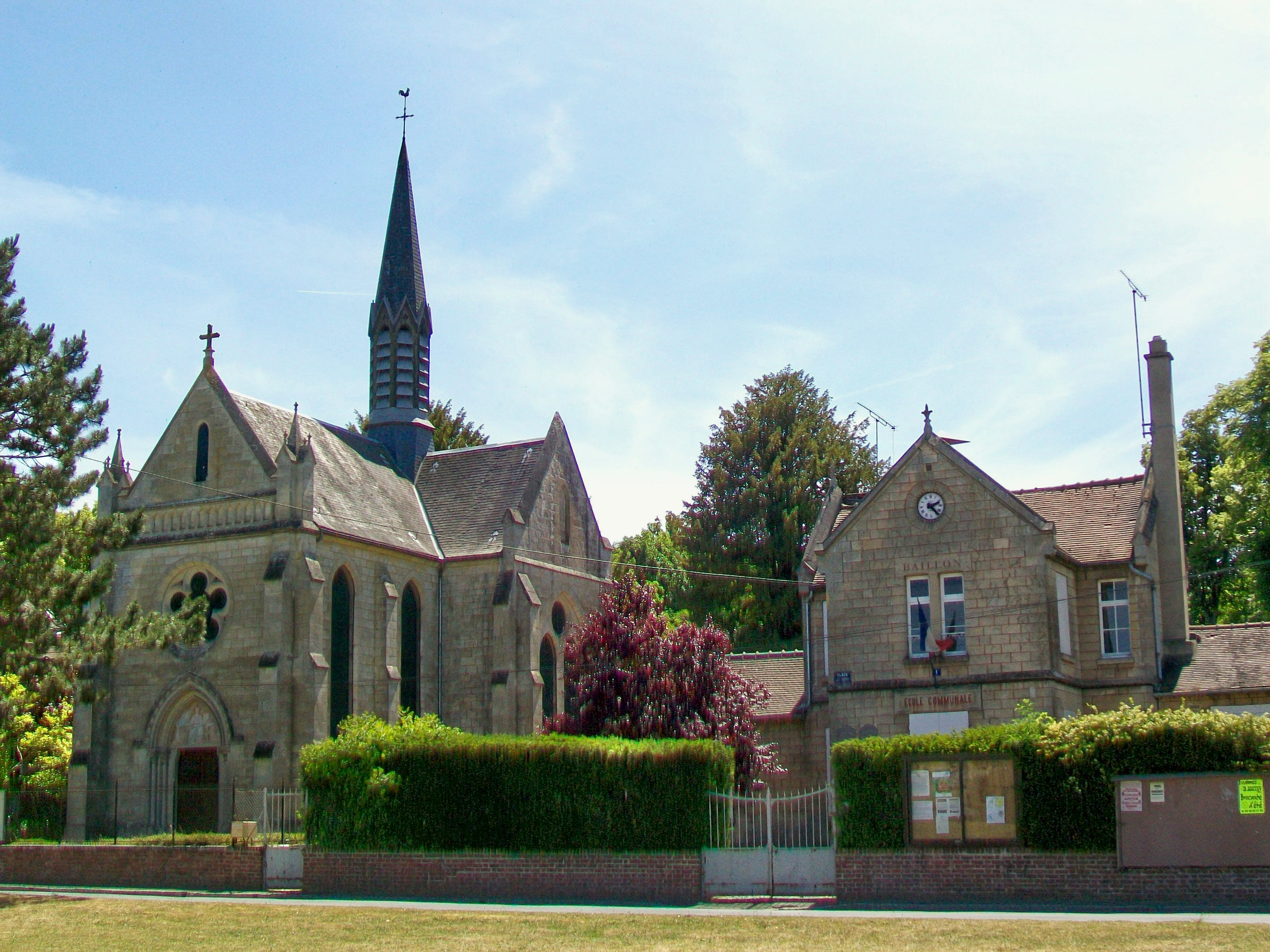
La chapelle néogothique Notre-Dame et l'ancienne école communale du hameau de Baillon, sur la place du village, rue du château.

### Personnalités liées à la commune
- Louis Bonaparte (1778-1846), prince français qui fut roi de Hollande de 1806 à 1810 sous le nom de Louis Napoléon Ier (Lodewijk Napoleon I en néerlandais), propriétaire du château de Baillon de 1801 à 1803.
- Le maréchal de Moncey (1754-1841), général français de la Révolution et un maréchal d'Empire, habitant le château de Baillon qui lui avait été offert par Napoléon Ier en récompense de ses services.
- Jules Goüin (1846-1908), ingénieur, industriel et philanthrope, propriétaire de palais abbatial et de l'abbaye de Royaumont. Ses descendants revendent le palais abbatial et donnent l'abbaye à la Fondation Royaumont lors de sa création.
- Frédéric Masson (1847-1923), académicien et historien, venait régulièrement à Asnières-sur-Oise depuis 1857, année où sa mère fait l'acquisition de la propriété « Le Clos des Fées », voisine de la « Cômerie » appartenant à leurs amis, la famille Lefebvre de Béhaine. Masson a été conseiller municipal d'Asnières-sur-Oise de 1874 à 1886, puis de 1908 à 1912, et maire du village de 1886 à 1908[60].
- Khalifa ben Zayed Al Nahyane (1945-2022), émir d'Abou Dabi et président des Émirats arabes unis, propriétaire actuel du château de Baillon.
- Le baron Élie de Rothschild (1917-2007), propriétaire de l'ancien palais abbatial de l'abbaye de Royaumont.

### Héraldique
| Blason de Asnières-sur-Oise | Blason  | De gueules à un maire d'argent debout et de face, vêtu d'une longue robe à plis du même, serrant de sa dextre un bâton fleurdelisé d'or qui se repose sur l'épaule, accosté en chef de deux fleurs de lis d'or soutenues de deux ânons du même, en pal, cabrés et affrontés vers le personnage. |
| Blason de Asnières-sur-Oise | Détails | Le statut officiel du blason reste à déterminer. |

## Asnières-sur-Oise au cinéma et à la télévision
De nombreux films ont été tournés à Asnières-sur-Oise notamment à l'abbaye de Royaumont.
- Les Amitiés particulières
- Ardéchois cœur fidèle
- Aurore
- La Belle et la Bête
- Blanche
- B.R.I.G.A.D. : Le Forcené et Secte des lunes
- Les Cavaliers de l’orage
- La Chambre des dames
- Chouans !
- Un cœur en hiver
- Comment j’ai accepté ma place parmi les mortels
- D’Artagnan
- Les Derniers morts (court)
- Le Diable dans la boîte
- Diagonale du fou
- Dialogue des carmélites
- Disparus de Saint-Agil
- Dortoir des grandes
- Doucement les basses !
- Drumont, histoire d’un antisémite français
- Du mou dans la gâchette
- Elle cause plus elle flingue
- Enfants de salauds
- Faites le 15 (TV)
- Les Filles de Madame Claude
- Gainsbourg, vie héroïque
- Hibernatus
- Joseph Balsamo
- Mam’zelle Nitouche
- Manon Lescaut (TV)
- Le Miracle de Dom Pérignon
- Le Moine
- Mon oncle Benjamin
- Monsieur Max
- Monsieur N
- Mousquetaires au couvent (TV)
- Oui
- Papa Poule : Le Séminaire de Papa Poule (TV)
- Parlez-moi de Malraux (TV)
- Peau d’espion
- Les Perles de la couronne
- Pouce
- Poussières d’amour
- Le Quatuor des Possibles
- Quentin Durward (TV)
- R.I.S. Police scientifique : Le Couvent (TV)
- Raindrops (clip de Tudyka)
- La Religieuse
- Le Secret
- Secret de famille
- Sœur Thérèse.com
- Splendeurs et misères des courtisanes (TV)
- Sup de Fric
- Thérèse et Isabelle
- Trois miracles de Saint-Nicolas (TV)
- Un amour de sorcière
- Un cœur en hiver
- Une lumière dans la nuit (TV)
- La Vie de Marianne (TV)
- Vous n’aurez pas l’Alsace et la Lorraine
- 1788 et demi